# Teyyam
Teyyam (Malayalam), auch Theyyam, Teyyāṭṭam oder Kāḷiyāṭṭam, ist ein hinduistisches Ritualtheater, das im Norden des südindischen Bundesstaates Kerala auf dem Gelände eines kleinen Dorftempels, an einem provisorisch hergerichteten Schrein oder in privaten Kulträumen aufgeführt wird. Durch Kostüme, Make-up, begleitende Trommelmusik und den Gesang heiliger Verse geraten die niedrigkastigen Akteure in einen Zustand der Besessenheit, in welchem sie eine Gottheit (ebenfalls Teyyam) verkörpern. Das Wort teyyam ist abgeleitet von Sanskrit deva („Gott“) und daivam („niedere Gottheit“, auch „Schicksal“). Mit dem Wortbestandteil āṭṭam („Tanz“) heißt teyyāṭṭam „Tanz für die Götter“. Kali ist in ihrer Form als Bhadrakali die am meisten verehrte Göttin in Kerala. Insgesamt werden für gut 400 männliche und weibliche Gottheiten, Geistwesen, mythische Vorfahren und personifizierte Tiere entsprechende Rituale veranstaltet.
Teyyattam gehört zur sehr alten Tradition des Bhuta-Kults, bei dem ein besitzergreifender böswilliger Geist hervorgerufen und besänftigt wird, bis er am Ende, zu einer beschützenden Macht umgewandelt, den Gläubigen den Segen erteilt. Bhuta-, Teyyam- und ähnlichen Ritualen liegt das Konzept zugrunde, dass sich eine personifizierte höhere Macht durch entsprechende Vorbereitungen in einem tanzenden Akteur manifestiert und diesen für die Dauer des Rituals in den Status der jeweiligen Gottheit erhebt.
Teyyam-Rituale finden jedes Jahr von November bis Juni unter Einbezug der gesamten Gemeinde als aufwendig zelebrierte, öffentliche Festveranstaltungen statt oder werden in einem kleinen privaten Rahmen durchgeführt, um ein Gelübde zu erfüllen.

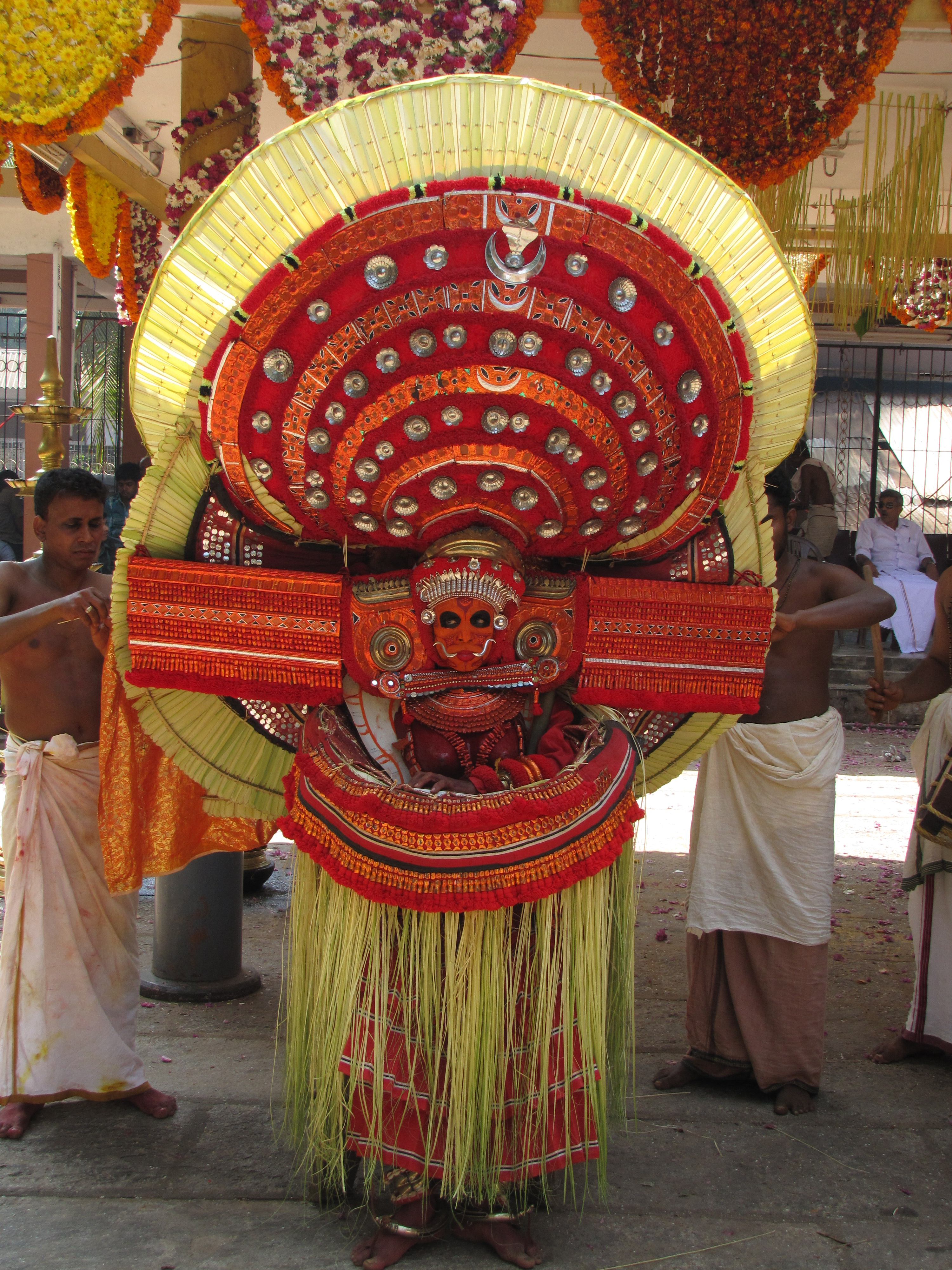
Cheralathan Bhagavati. Darsteller mit komplettem Kostüm, an das gerade letzte Hand angelegt wird

## Herkunft
Das Gebiet, in dem Teyyattam, der Bhuta-Kult (Bhuta kola), Siri jatre und ähnliche Rituale wie Tira (Thira), Padayani und Putan verbreitet sind, umfasst den Nordteil von Kerala und die Tulu-sprachige Region des nördlich angrenzenden Bundesstaates Karnataka entlang der Malabarküste einschließlich des bergigen Hinterlandes von Kodagu. Teyattam wird in Kerala in den Distrikten Kozhikode, Kannur und Wayanad aufgeführt, der Distrikt Kasaragod ist gleichermaßen ein Zentrum für Bhuta kola und Teyyam. Die Namen einiger Geister und Gottheiten kommen hier wie dort vor, ansonsten unterscheiden sich Bhuta kola und Teyyam beträchtlich in der Aufführungspraxis.

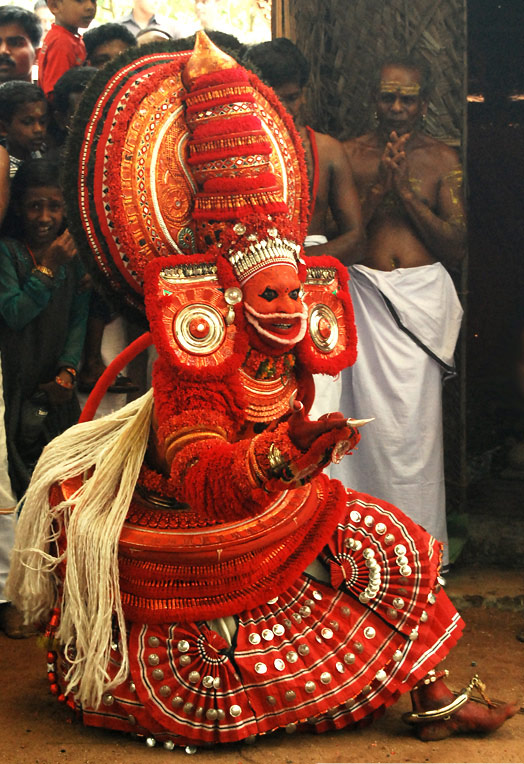
Bali Teyyam, als Drama aufgeführt an einem Dorfschrein in Payyanur (Distrikt Kannur)

Zu den im Teyyam verehrten Mächten gehören die Geisterseelen der auf unnatürliche Weise, also durch Unfall, Mord oder Selbstmord verstorbene Menschen, die nicht vorschriftsmäßig bestattet werden konnten, mythische Helden sowie vergöttlichte Ahnen, Tiere, Naturkräfte und Schutzgottheiten von Dörfern (Sanskrit Gramadevata). Die Teyyams werden in männlich und weiblich sowie in die genannten Kategorien eingeteilt. Ein großer Teil der anbetungswürdigen und gefürchteten jenseitigen Kräfte fanden im Lauf der Zeit innerhalb des Volksglaubens den Weg in den Teyyam-Kult, wo sie durch entsprechende Rituale beeinflusst, zum Wohl der Gemeinschaft wirken sollen.
Nach der in das 17. Jahrhundert datierten Sanskrit-Chronik Keralotpatti, der bedeutendsten Quelle zur mittelalterlichen Geschichte Keralas, soll der mythologische Brahmana Parashurama, der sechste Avatar des Gottes Vishnu, Teyyam zusammen mit anderen Ritualveranstaltungen eingeführt haben. Die ältesten Gesellschaftsgruppen, die Teyyam veranstalteten, waren nach dieser Ursprungslegende die Panan, Velan und Vannan (Peruvannan). Die Velan gehören auch heute zu den Teyyam-Tänzern, ihr Name taucht erstmals in der alttamilischen Sangam-Literatur auf, der ältesten bekannten Literatur außerhalb der klassischen Sanskrit-Tradition (umfasst etwa die ersten fünf vor- und nachchristlichen Jahrhunderte). Darin finden sich Hinweise auf religiöse Kulte, bei denen die Besessenheit von einer Gottheit eine Rolle spielt. Zur Ritualpraxis der südindischen Sangam-Kultur gehörte die Verehrung vergöttlichter Ahnen und Kriegshelden, für die Steinmale (natukals) errichtet wurden. In gewissen zeitlichen Abständen wurde vor einem Altar ein Ritual veranstaltet, bei dem sich die Gottheit in einem Orakeltänzer verkörperte, aus dessen Mund die Gottheit weissagte. Die Anrede für einen solchen Ritualtänzer war Velan. Erwähnt wird, dass ein Velan von mehreren Müttern beauftragt wurde, die bösen Geister aus ihren liebeskranken Töchtern auszutreiben. Auch die heutige, mit Exorzismus befasste Musikerkaste der Panar war in der Antike eine Gruppe von Liedersängern. Der alttamilische Velan fertigte ein Bodenbild (kalam) und opferte davor eine Ziege, um mit Hilfe des angerufenen Gottes Murugan die Geister loszuwerden. Das Ritual endete mit einem als Velan Veriyattal bekannten Tanz, bei dem Velan einen Speer in der Hand trug und eine glückliche Zukunft für jedes Mädchen voraussagte.
Im Kurundogai, einem Werk der klassischen Tamilliteratur steht, dass Velan in einem tottam genannten Anrufungslied sich namentlich an mehrere Götter wandte. Nach einem weiteren Sangam-Werk, Agananuru, trug der Tänzer einen hohen Kopfputz, in anderen Schriften werden weitere Details zur Aufführung und zu den in der heutigen Region gelegenen Veranstaltungsorten erwähnt. Nach diesen aus den ersten fünf Jahrhunderten n. Chr. stammenden Grundstrukturen funktionieren – mit ähnlichen religiösen Inhalten – neben dem von den unteren Gesellschaftsschichten veranstalteten Bhuta kola und Teyyam auch Ayyappan tiyatta und andere Ritualtheater, die nur von den üblicherweise für den Tempeldienst zuständigen Brahmanen durchgeführt werden dürfen. Vergleicht man die mündlich überlieferte Literatur, die Ritualtradition bestimmter Götter und die Verteilung ihrer Tempel, so dürfte Teyyattam etwa seit dem 15. Jahrhundert existieren.
Außer den volksreligiösen Vorstellungen prägten Teyyam Einflüsse aus der brahmanischen Tradition. Hierzu gehören die Verehrung der weiblichen Kraft im Shaktismus und der Shivaismus, der um Shiva herum zahlreiche Volksgottheiten und Geister aufgenommen hat. Aus dem Vishnuismus stammt das Vishnumurti genannte Teyyam, in dem sich Vishnu als der Mann-Löwe Narasimha manifestiert. Auch die islamische Mythentradition fand Eingang in den Teyyam in Gestalt des muslimischen Magiers Ali. Dieser sah einst ein schönes Mädchen in einem Tempelteich baden und versuchte mit Gewalt, ihm nachzustellen. Das Mädchen war jedoch die Göttin Bhagavati persönlich und ertränkte ihn. Nach seinem Tod wurde Ali zu einem Geist im Bhuta-Kult und in einem Teyyam, bei dem die Göttin als Alichamundi erscheint. Ali trägt muslimische Kleidung mit einer Türkenkappe und einem lungi (Wickelrock).
Im Norden Keralas herrschte die Kollatiri-Familie über das seit dem 12. Jahrhundert weitgehend unabhängige Königreich Kolathunadu, das durch Tributzahlungen auch in der britischen Kolonialzeit weiterbestand. Die Kollatiris verehrten ihre eigene Clan-Gottheit zusammen mit anderen lokalen Schutzgöttern an ihrem Familientempel mit einem großen Teyattam, zugleich traten sie als Förderer zahlreicher Brahmanentempel in ihrem Einflussbereich auf. Neben dem Haupttempel unterhielten die Statthalter der Kollatiri-Rajas an ihren Orten eigene Schreine für ihre Familien- und andere Gottheiten. Die Kalendertage für die überall in Nordkerala an diesen Schreinen organisierten Teyattams waren durch Verordnungen über die Kastengrenzen hinweg zentral festgelegt.

## Aufführungspraxis
Hinduistische Rituale stehen in einer Beziehung zur gesellschaftlichen Hierarchie, also zu Kaste, Geschlecht und ökonomischem Status. Die hierarchische Ordnung orientiert sich an den Begriffen Reinheit und Unreinheit, nach denen die gesellschaftlichen Gruppen in ein Oben und Unten eingeteilt, voneinander getrennt und isoliert werden. Rituale in Kerala unterscheiden sich zum einen in solche, die nur von Brahmanen und mit ihnen verbundenen hochstehenden Kasten durchgeführt werden; zu ihnen haben niedrige Kasten nur bedingt, Nichthindus keinen Zugang. Teyyam gehört zur zweiten Gruppe der Rituale, die von einzelnen unteren Volksgruppen durchgeführt werden. Die gläubigen Zuschauer und Unterstützer kommen aus der gesamten Bevölkerung des jeweiligen Gebietes, unter ihnen sind auch Brahmanen. Die Ritualtänzer gehören zu den niedrigsten Jatis (Kastengruppen) und zu den Dalits, (scheduled castes und scheduled tribes) der Vannan, Malayan, ferner der Velan, Panan, Munnuttan, Mavilan, Anjuttan, und weiteren, die früher teilweise als avarna (Sanskrit, außerhalb des Kastensystems) galten. Die Organisatoren der großen Festveranstaltungen stammen aus den oberen Kasten, früher war oberster Leiter der regionale Großgrundbesitzer (naduvazhi) oder Herrscher (tampuran). Hinzu kommen Astrologen, Schirmmacher, Waschfrauen, auch Schmiede und Zimmerleute, die Feuerholz bringen, ebenso wie Goldschmiede, die für die Reinigung der Ritualgeräte und Waffen zuständig sind. Muslime (Mopillas) sind für die Beschaffung von Feuerwerkskörpern zuständig, Mitglieder aus einer großen Zahl regionaler Kasten sind mit Aufgaben betraut.

### Anlass und Ort

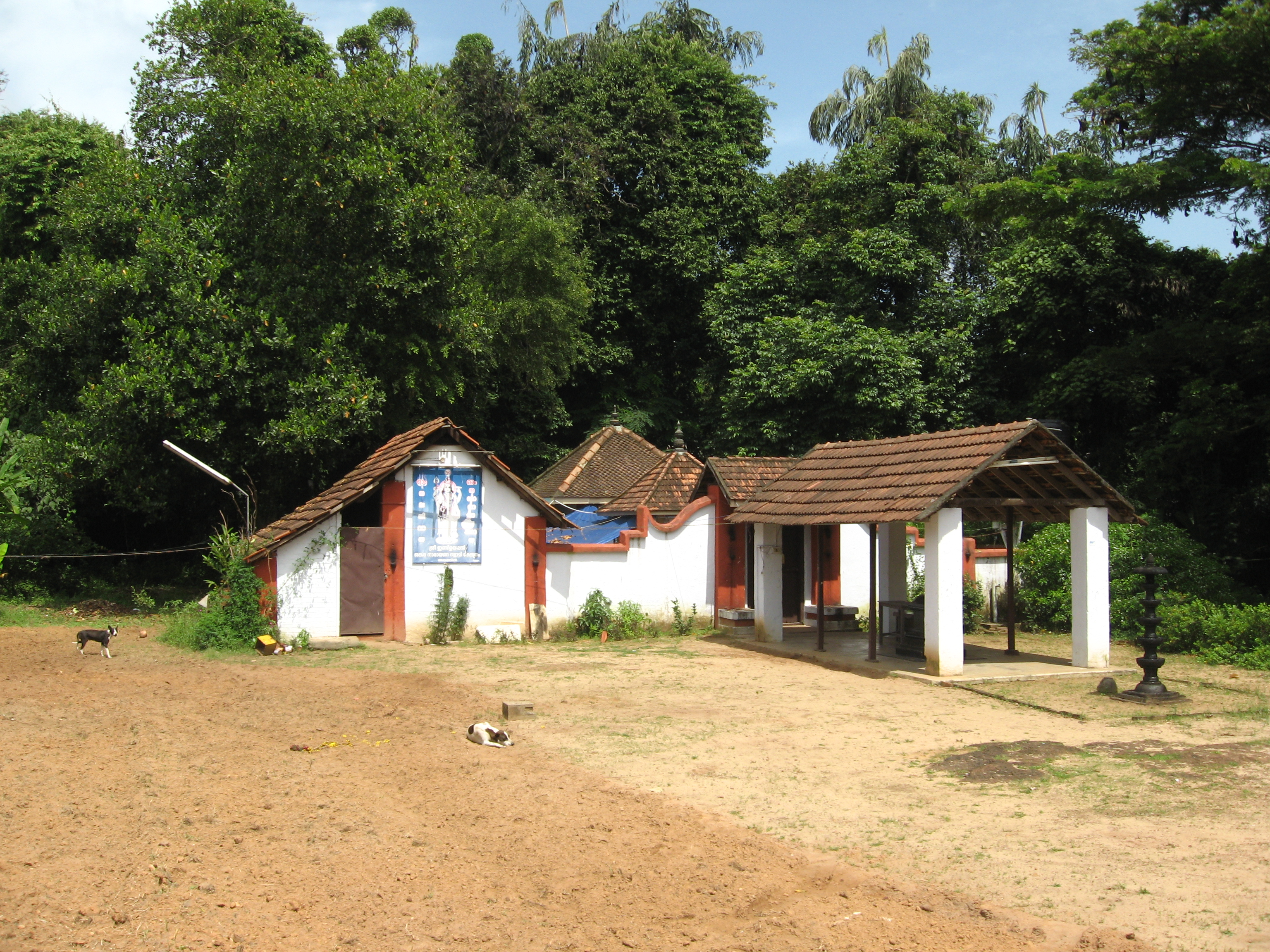
Indilayappan Kavu. Schrein mit altem heiligem Wäldchen (kavu) dahinter. Im Dorf Punthalathazham in der Nähe von Kollam

Das Ritual findet an besonderen Orten statt, an denen sich die Gottheit aufhält und wo sie ihre Macht entfaltet. Dies kann eine eigens für den Anlass errichtete hölzerne Plattform, ein provisorisches Gebäude, ein aufwendig und farbenfroh gestalteter Schrein (kottam) außerhalb eines Dorfes oder ein Raum in einem privaten Gebäude sein. Einzig städtische Brahmanentempel kommen als Aufführungsort nicht in Frage. Der provisorische Verehrungsplatz (pati) kann aus einem mit trockenen Kokospalmenblättern überdachten Holzgestell oder einer Plattform bestehen, auf der eine Öllampe (deepam) und die Attribute (Waffen, ayutham) des Teyyam platziert werden. Üblicherweise ist der permanente Schrein von einem heiligen Wäldchen (kavu) umgeben, das als Heimstätte von Gottheiten vor menschlichen Eingriffen verschont bleibt. In Kerala verehren die Kasten der Nambudiri und der Nayar (Nair) die Göttin Durga und die Unterweltschlangen (Nagas) als Schutzmächte ihres Haushalts. Traditionell besitzt jede Familie auf ihrem Land einen solchen Flecken mit einigen Bäumen und dichtem Unterholz, in dem aus Angst vor dem Zorn der Götter kein Feuerholz gesammelt und der auch nicht anderweitig genutzt werden darf. Die kavu stellen einen wesentlichen Teil der religiösen Verehrung in Kerala dar. Den verbreiteten kavu-Schlangenkult nagakalam praktiziert die Gemeinschaft der Pulluvan mit einem Bodenbild (kalam) und von der einsaitigen Fiedel pulluvan vina, der Zupftrommel pulluvan kudam und dem kleinen Paarbecken elathalam begleiteten Gesängen.
Jeder Schrein hat seine Geschichte, aus der sich seine spirituelle Bedeutung und sein Einfluss auf das Teyyam-Ritual erklärt. Wenn ein Familienmitglied unerwartet stirbt, schwer erkrankt oder im Dorf eine Infektionskrankheit ausbricht, so wird häufig ein Astrologe gebeten, hierfür die Ursache zu finden. Gewöhnlich kommt er zu dem Schluss, dass ein unbehauster Geist (Bhuta) oder ein in seinem Schrein verärgerter Schutzgott Aufmerksamkeit und Genugtuung verlange, die ihm in Form eines einfachen privaten oder eines aufwendigen öffentlichen Rituals widerfahren. Ein Teyyam-Ritual kann auch zur Ahnenverehrung innerhalb eines Hauses durchgeführt werden. Geeignete Räume sind ein palliyara, das ist das königliche Schlafgemach (palli-, „königlich“) im Palast, die einfache Stallung (kottil) eines Gehöfts oder ein kalari, wie eine traditionelle Schule (auch Sportarena, Kampfkunstarena, Übungsplatz für Tänze) genannt wird.
Der typische Dorftempel einer unteren Kaste besteht aus einem, von einer Lateritmauer umgebenen Hof, auf dem ein oder mehrere Holzschreine verteilt sind, die von einem weit ausladenden Ziegelwalmdach geschützt werden. Vor dem Eingang lehnen mehrere bunt bemalte hölzerne Götterfiguren, im Innern ist Platz für das Standbild eines, gelegentlich mehrerer Teyyams. Das Abbild der Gottheit kann einfach aus einem Metallspiegel oder einem Schwert auf einem Holzstuhl oder einer Plattform bestehen. Weniger bedeutenden Gottheiten ist ein Altar aus Stein oder Laterit an einer äußeren Stelle des Geländes zugeordnet. Alle paar Tage oder alle zwei Monate vollzieht ein Priester Rituale, ansonsten werden die meisten Schreine nur zu den Teyyam-Festen zum Leben erweckt.
Die Aufführung eines Teyyams nimmt mit Pausen 12 bis 24 Stunden in Anspruch. Bei einem großen Teyyattam, das zwei bis fünf Tage dauert, wird auf dem Platz vor dem Tempel oder Schrein ein großer Markt eingerichtet mit Imbissständen, Teeläden, Souvenirs und Haushaltswaren. Zwischen den Ständen schieben Verkäufer Handkarren mit demselben Angebot umher. Zu den Festvorbereitungen gehört die gründliche Reinigung des Tempelgeländes. Junge Männer aus den umliegenden Dörfern bringen Kuhdung, der mit Wasser vermischt und auf den Boden gestrichen wird. Anschließend bemalen Tempelpriester den Boden mit bunten Mustern. Neonröhren werden aufgehängt, um den Platz zu erhellen; im Außenbereich installierte Lautsprecher und eine Verstärkeranlage dienen dazu, zwischen den einzelnen Programmpunkten eingängige religiöse Lieder oder Bollywood-Filmmusik abzuspielen.
Eine besondere Bühne oder Kulissen für das Tanzritual gibt es nicht, es findet vor dem Schrein im Freien statt, während die Zuschauer im Umkreis stehen oder irgendwo Platz nehmen. Die Zuschauer verteilen sich gemäß ihrer Kastenhierarchie. Am weitesten entfernt positionieren sich die Brahmanen, da die Akteure zu den „unreinen“ Kasten gehören. Für die im Rang nur wenig unter den Brahmanen stehenden Nayar gibt es einen überdachten und leicht erhöhten Platz näher beim Ort des Geschehens, eine ebensolche Überdachung noch weiter vorn ist für die Maniyani bestimmt. Tiyyas, die „Besitzer“ (Verwalter) des Schreins halten sich im Schrein auf, während die im Rang noch unter ihnen stehenden Kasten der Tänzer, die Vannan, Malayan, Kopalan und Velan sich im hinteren Teil des Geländes aufhalten. Frauen gelten generell als rituell unrein und haben normalerweise keinen Zugang auf das Gelände des Schreins. Sollte eine nicht zugelassene Person den Schrein betreten haben, kann eine kostspielige Reinigungszeremonie erforderlich werden, um seine vormalige spirituelle Bedeutung wiederherzustellen.
Die großen Festveranstaltungen werden jährlich zu einer bestimmten Zeit durchgeführt. Zwar werden Spenden gesammelt, die Kosten für die Organisation können dennoch beträchtlich sein, da bei einigen die Tradition verlangt, dass die gesamte Gemeinde der Gläubigen über mehrere Tage verpflegt werden muss. Je nach finanziellem Vermögen eines Dorfes können manche Teyattams daher nur alle zwei oder fünf Jahre stattfinden.
Es gibt eine Tendenz, solche Aufführungen, deren unterhaltende Anteile nach herkömmlicher Vorstellung letztlich nur dem Ziel dienen, der Schutzgottheit zu dienen und am Ende den Gläubigen den Segen dieser Gottheit zu spenden, für ökonomische und politische Zwecke einzuspannen. Teyyattams wurden bereits anlässlich der Kerala Tourist week und bei anderen, staatlich organisierten Touristenprogrammen als Unterhaltungstänze inszeniert. So traten bei den Eröffnungszeremonien der Asienspiele 1982 in Neu-Delhi Teyyam-Tänzer auf. 1981 hielt die Kommunistische Partei Keralas in einem Dorf eine Wahlkampfveranstaltung ab, bei der auf die politischen Reden Teyyam-Tänze folgten. Den Anwesenden sollte vor Augen geführt werden, dass Teyyam als reine Unterhaltung funktioniert und der Tänzer nicht etwa eine Gottheit verkörpert, sondern einer im kapitalistischen Sinn bezahlten Arbeit nachgeht. Zum Abschluss der Veranstaltung gingen die Zuschauer in der üblichen Geste religiöser Verehrung am Tänzer vorbei und spendeten Geld, ohne jedoch seinen Segen zu erhalten.
In diesen Zusammenhang gehört die Instrumentalisierung des Bhuta-Kults durch Landeigner während der Landreform in den 1970er Jahren. Typisch für die feudalen Herrschaftsverhältnisse war, dass Landeigner aufwendige Rituale für die Dorfbevölkerung veranstalteten, um der Bevölkerung die religiöse Macht des Bhuta vorzuführen und sich damit ihre eigenen sozialen Machtstrukturen zu sichern. In dieser Zeit gab es Großgrundbesitzer, die religiöse Zeremonien gezielt einsetzten, um die Bevölkerung von ihrer Forderung nach Landreformen abzubringen und sie weiterhin zu Arbeitsdienstleistungen auf den Feldern zu bewegen.
Daneben werden private Teyyam-Vorstellungen in kleinem Rahmen durchgeführt, die als Erfüllung eines Gelübdes fungieren, nachdem die Gottheit zuvor Wünsche in Erfüllung gehen ließ. Kinderwunsch, der Wunsch nach einem gesunden Nachwuchs oder einem bestimmten Arbeitsplatz stehen allgemein an oberer Stelle. Ein von Lepra geheilter Mann ließ einen Schrein errichten und verfügte, dass dort jährlich Teyyam aufgeführt werden soll.
Der dritte Anlass für eine Teyyam-Aufführung heißt otta kolam. Die gesamte Dorfgemeinschaft tritt hier gemeinsam als Veranstalter auf, um sich bei der Schutzgottheit zu bedanken. Dies geschieht entweder im regelmäßigen Abstand von einigen Jahren oder nachdem das Dorf von einem Unheil, etwa einer Epidemie, heimgesucht wurde.

### Ablauf
Der Hauptdarsteller heißt kolakarran, „der Mann, der die Form einer Gottheit annimmt“, zusammengesetzt aus kolam, „Bild“, „Abbild“ (der Gottheit) und karran, „Mann“. Zu seinen Vorbereitungen gehört, dass er einige Nahrungs- und andere Gebote einhält: zwischen einem und 14 Tagen vorher sollte er vegetarisch und enthaltsam leben, notwendige Entbehrungen, die auf einen buddhistischen und jainistischen Einfluss auf Teyyam hindeuten. Am Tag der Aufführung wird der Schrein mit Bananenblättern, Blumen und Kokosnüssen dekoriert. Die Dorfbevölkerung hat sich dem Anlass entsprechend festlich gekleidet, wenn das Ritual am Morgen beginnt. Der Ablauf nach den vollzogenen Reinigungsritualen gliedert sich grob in sechs Programmpunkte:
- Der Darsteller meditiert im Umkleideraum (aniyara), er und seine Assistenten singen dort möglicherweise religiöse Lieder (aniyara-tottams).
- Beginn (thudangal): Der Darsteller tritt mit einem einfachen Kostüm, das für alle Gottheiten etwa dasselbe ist, nicht oder wenig geschminkt vor den Schrein, wo er mit der Anrufung (vara-vili) beginnt. Er redet die Gottheit mit „du“ an. Nachdem er weitere Teile des Kostüms erhalten hat, trägt der Darsteller einige Balladen mit geschichtlichen Erzählungen aus dem Leben der Gottheit vor (tottam). Er spricht über sie nun in der dritten Person.
- Der Darsteller erhält das gesamte Kostüm und den Kopfputz (oliyuduppu). Im Besessenheitstanz verkörpert er die Gottheit (teyyam).
- Während er noch den Teyyam verkörpert, trägt er in der Ich-Form weitere Geschichten über ihn vor (mumbasthanam).
- Der Darsteller befragt die Anwesenden und spendet ihnen den Segen.
- Er nimmt vor dem Schrein seine Krone ab (mutiyettukal) und beendet das Ritual.

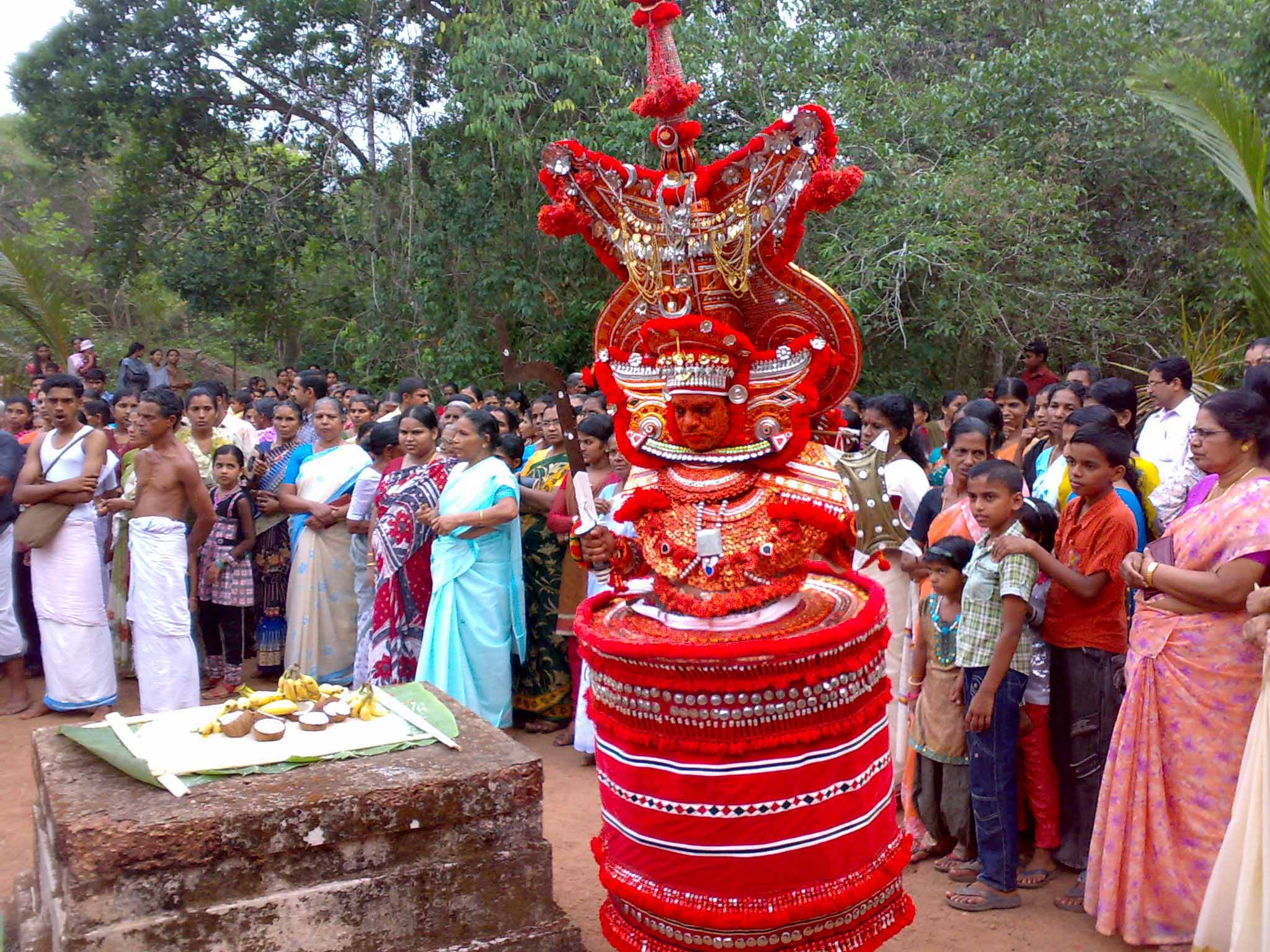
Daivathar, ein Name für Rama, ist der Hauptgott des Sree Andalurkavu-Tempels in Andalur, einem Ortsteil der Kleinstadt Dharmadam nahe Thalassery. Der Teyyam steht vor dem Opferaltar.

Je nach Aufführungstradition und dargestellter Gottheit gibt es gewisse Abweichungen von dieser Struktur, grundsätzlich bleibt die Abfolge erhalten, dass der Akteur zunächst als Erzähler über die Gottheit spricht, bis er nach der Transformation als die Gottheit in eigener Person auftritt. Jeder Tag einer mehrtägigen Festveranstaltung ist einer anderen Gottheit gewidmet und folgt diesem Schema. Zwischendurch finden weitere Riten statt, bei denen Priester dafür sorgen, dass die göttliche Energie erhalten bleibt oder wieder aufgeladen wird. Sonstige Tempelbedienstete interagieren auf andere Weise mit den Gläubigen.
Bevor der Akteur mit dem Gesang der Anrufungslieder (tottam, von thondruka, „erschaffen“) beginnt, erhält er vom Priester im Schrein folgende Gaben (kodiyila): zunächst ein gefaltetes Bananenblatt mit Sandelholzpaste und ein Ritualgefäß (kindi) mit Wasser, mit dem sich der Tänzer bespritzt. Danach erhält er ein zweites Bananenblatt, in dem sich Reis, Betelblätter, Betelnüsse und fünf brennende Lampendochte (Fackeln, vilakku thiri) befinden. Er wirft einige Reiskörner in den Schrein, über seinen Kopf und in seinen Mund, führt die Flammen dreimal an sein Gesicht und atmet den Rauch ein. Das zweite Blätterpaket bringt er nun an den Opferaltar in der Nähe des Schreins. Der Altar heißt kalasa-tara, benannt nach kalasam, dem Toddy-Topf. Das alkoholische Getränk wird später von einem besonderen Priester aus der Gesellschaftsgruppe der Toddy-Zapfer (Tiyya) zusammen mit dem Teyyam in einer Prozession herumgetragen. Alkohol und Blut gehören zu den Substanzen, mit deren Einnahme nach Ansicht der unteren Kaste eine körperliche Ertüchtigung verbunden ist. Die fünf brennenden Dochte repräsentieren den fünffachen Lebensatem (prana) oder nach anderer Aussage die fünf Elemente Luft, Feuer, Himmel, Wasser und Erde. Sie übertragen auf dieselbe Weise wie die sonstigen Handlungen Energie für die göttliche Verwandlung.

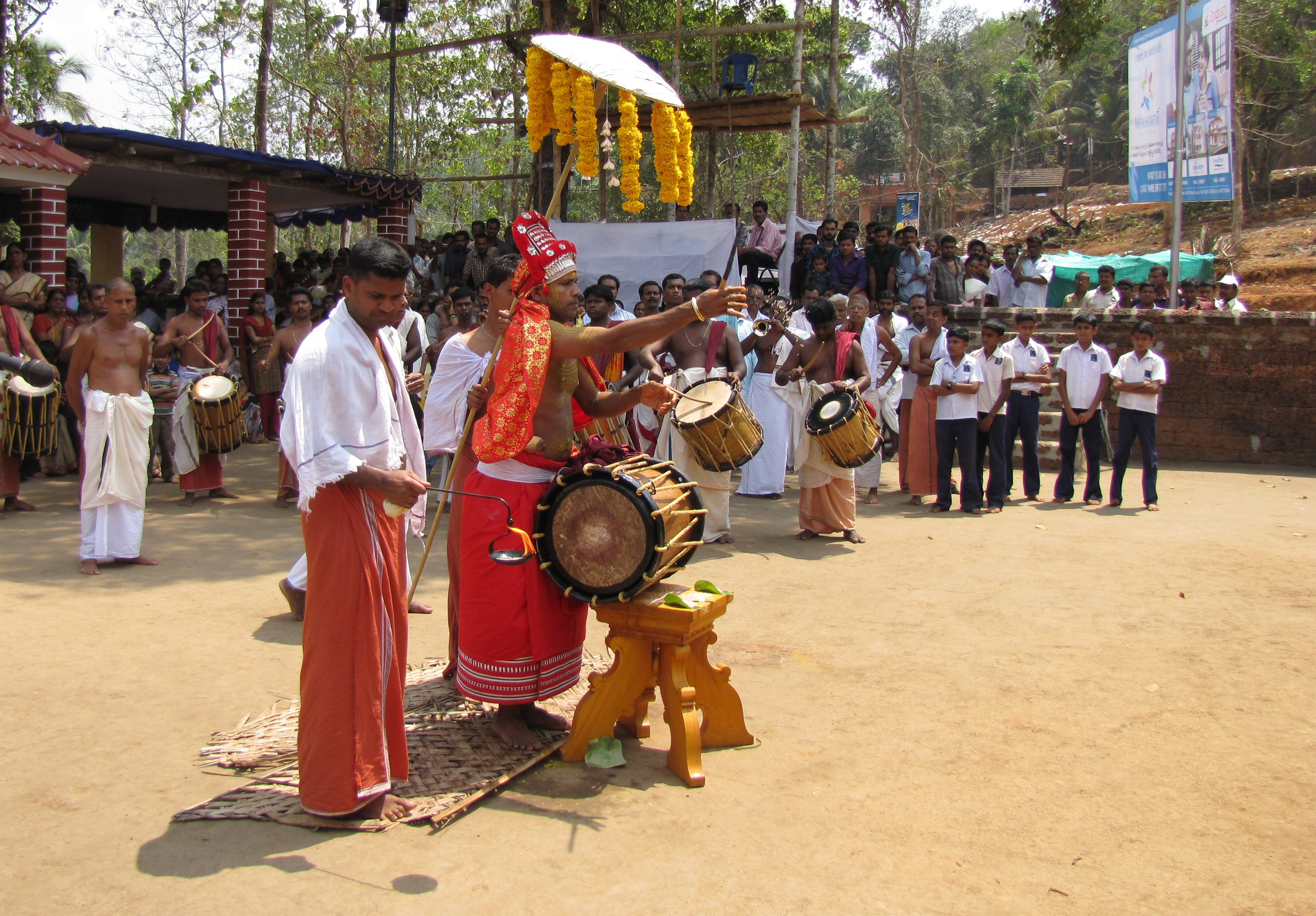
Muchilottu Bhjagavati. Rezitation zur Anrufung der Gottheit bei der Einführung (tottam), begleitet von Zylindertrommeln (chenda). Der Darsteller trägt noch nicht das komplette Kostüm.

Einige Teyyams beschränken sich beim tottam auf Anrufungslieder und verzichten auf die Göttererzählungen, bei anderen können die erzählenden Balladen (tottam pattu) mehrere Stunden dauern. Der erste Teil des tottam ist die gesprochene, vara-vili genannte Anrufung (von vara, „Gebet“, „Ruf“ und vili, „Herbeikommen“). Sie entspricht etwa der Anrufung (avahana), mit der die alltägliche Puja (religiöse Ehrerweisung) beginnt. Hierdurch soll die Gottheit eingeladen werden, sich am Stuhl vor dem Schrein einzufinden, auf dem ihr heiliges Schwert liegt, und um an den nachfolgend gesungenen Preisliedern Gefallen zu finden. Später wird ein Orakeltänzer (veliccappad) das Schwert der Gottheit an den Teyyam-Tänzer übergeben. Die auf Malayalam gesungenen Lieder gehören zur Volkstradition und sind keinen Verfassern zugeordnet, bei manchen Teyyams werden auch Sanskrit-Verse aus den großen indischen Epen vorgetragen. Der Sänger spielt selbst die zweifellige Zylindertrommel chenda und wird von mehreren Trommlern begleitet, die veeku chenda spielen (derselbe Instrumententyp, für die Grundrhythmen). Die Musiker betonen jeden Vers mit Trommelwirbeln und stimmen in den Chorgesang ein, gegen Ende des tottam wird der Rhythmus deutlich schneller und lauter. Üblicherweise werden dieselben tottam pattu mit geringen Variationen zur namentlichen Begrüßung verschiedener Teyyams verwendet. Anstelle der chenda wird gelegentlich auch die nur von Stammesangehörigen gespielte einfachere Zylindertrommel thudi eingesetzt, weitere Musikinstrumente, die im Verlauf der Veranstaltung gespielt werden können, sind Zimbeln, das Paarbecken elathalam, das Schneckenhorn shanku, die Sanduhrtrommel idakka (udukku), der Gong cher-mangalam und das Doppelrohrblattinstrument kuzhal.
Nach dieser Einführung zieht sich der Darsteller in den Vorbereitungsraum zurück, wo er für die Transformation zum Teyyam geschminkt wird. Dort findet er unter einer Reihe von zeremoniellem Beiwerk mehrere Tüten mit grellbuntem Farbpulver, das er nun zu Pasten anrührt, mit denen er sich sein Gesicht schminkt. Während er sich durch Kostüm und Make-up äußerlich in die Rolle des Teyyam verwandelt, sagt er heilige Silben (Mantras) auf, deren magischer Gehalt er in einem wörtlichen Sinn den Farbmischungen einhaucht, bis er sich mit einem vollflächiogen Farbauftrag die Gottheit „ins Gesicht geschrieben“ hat. Ein Assistent hilft ihm bei der Bemalung, die sehr sorgfältig ausgeführt werden muss und mindestens zwei Stunden dauert, da jede Linie eine symbolische Bedeutung besitzt.
Unterdessen bereiten andere Helfer das jedes Mal neu anzufertigende Kostüm (kolam) vor. Es besteht überwiegend aus pflanzlichen Materialien und Stoffen in leuchtend roten Farben. Die äußerliche Verwandlung wird erst durch einen turmhohen hölzernen Kopfputz (Krone) mit dem Gesicht der Gottheit vervollständigt. Dann gleicht der Darsteller den kleinen bunten Holzfiguren, die an den Schreinen die unterschiedlichen Gottheiten repräsentieren.
Sobald der Darsteller im Tempelhof mit dem gesamten Kostüm ausgestattet wurde, kündigen die Trommeln den Beginn des Anrufungs- und Verwandlungsrituals an und er wird zum Eingang des Schreins geleitet, wo er auf der Stufe (nada) vor der Figur der Hauptgottheit in der mutiyettu-Zeremonie den Kopfputz (oliyuduppu) aufgesetzt bekommt. Bis zu diesem Zeitpunkt haben ein oder mehrere Priester (parikarmi) den Schrein (kottam) rituell gereinigt, und Opfergaben (Kokosnüsse, Früchte, Wasser, Blumen) zusammen mit Öllampen (deepam) und vor allem einem Ton- oder Bronzetopf (kalasam), der frisch zubereiteten Toddy enthält, auf dem Altar arrangiert. Der Darsteller strahlt eine majestätische Würde aus, er blickt in einen bereitgehaltenen Spiegel, um sich seiner Transformation zu vergewissern, Assistenten prüfen noch einmal sein Kostüm. Make-up und Kopfputz sind unentbehrliche Mittel, mit deren Hilfe die göttliche Energie während des langen Verwandlungsprozesses in den Darsteller übergeht.
Der folgende Göttertanz beginnt ein zweites Mal mit der gesprochenen Anrufung vara-vili. Der Priester wirft heiligen Reis, der neben einer Öllampe am Schrein bereitgehalten wurde, auf den Darsteller, der dadurch noch mehr göttliche Energie aufnehmen soll. Erst langsam bewegt der Darsteller seine Beine und tanzt gemessenen Schrittes, bis allmählich die Gottheit oder der vergöttlichte Geist von ihm Besitz ergreift. Er verwendet verschiedene rhythmische Tanzchoreographien. Die Bewegungen werden wilder und breiten sich über den gesamten Körper aus. Im Hof vor dem Schrein führt der Tänzer, der nun kein Darsteller mehr, sondern die mythologische Hauptfigur ist, die dramatische Handlung bis zum siegreichen Abschluss vor; lautstark begleitet durch das gesamte Orchester. Mit seinen Waffen, einem Schild (churika) und einem Schwert (kadthala) umschreitet er den Schrein (ein weiteres Requisit kann ein Schirm, olakkuda, sein). Als Segensgeste verteilt er ungekochten Reis an die sich um ihn drängenden Gläubigen, diese legen sich die Reiskörner auf den Kopf oder essen sie.

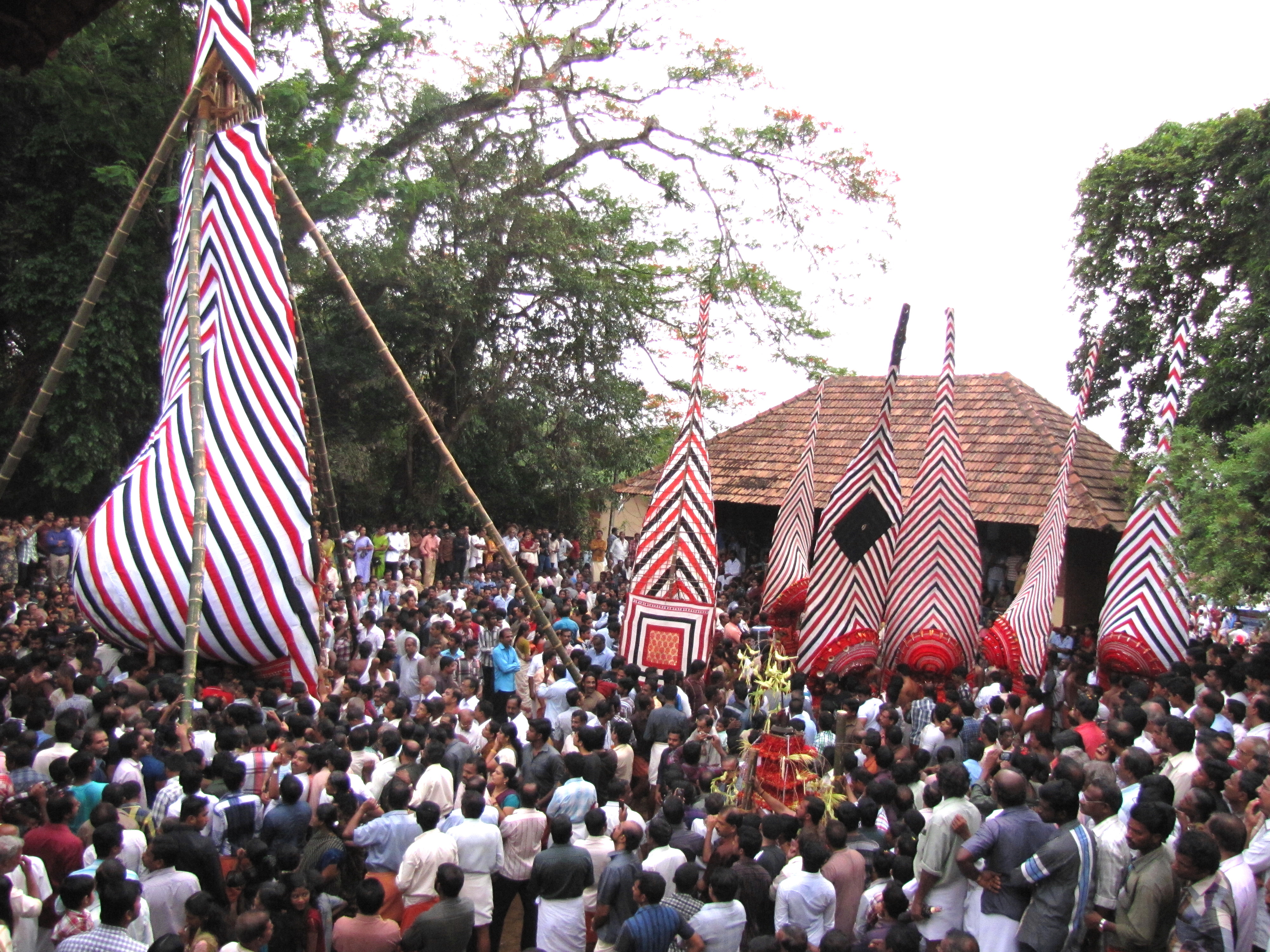
Im Kalarivathukkal-Tempel helfen viele Teilnehmer, mit Bambusstangen die über 15 Meter hohe Krone (muti oder mudi) der zum Umfeld von Kali gehörenden Göttin Bhagavathi aufzustellen und sorgen dafür, dass der Tänzer sich mitsamt der Konstruktion im Kreis drehen kann. Im Hintergrund die auf ebensolche Weise verehrten Kinder der Göttin.

Die Gottheit stellt sich nun wieder vor dem Schrein auf und spricht die Unterstützer und Gläubigen an. Der Ich-Erzähler hält einen Monolog, in dem er weitere historische Begebenheiten aus dem Leben der Gottheit berichtet und wo ihr zu Ehren überall Schreine aufgestellt wurden. Anschließend überhäuft er die Anwesenden mit anklagenden Fragen und verlangt von einzelnen Gläubigen zu wissen, ob sie ihn richtig verehren und ihm immer Opfer bringen. Er begrüßt jede einzelne Kaste und namentlich bedeutende Mitglieder mit ihren offiziellen Titeln nach ihrer hierarchischen Stellung. Ein Fehler sollte ihm dabei nicht unterlaufen. Seine göttlichen, wahrsagerischen Fähigkeiten erlauben ihm, als Vermittler für gesellschaftliche Probleme und Streitigkeiten aufzutreten, die im Umgang zwischen den Mitgliedern verschiedener Kasten oder zwischen den Organisatoren des Tempelfestes aufgetaucht sind. Das religiöse Drama kann an dieser Stelle unter Umständen zu einem realen gesellschaftlichen Drama werden. Die Gottheit erhält als Dank Opfergaben und Geldgeschenke von den Gläubigen, die sich ihren Segen in Form eines kleinen Blattes abgeholt haben, das Kurkuma enthält. Dieses glückverheißende Pulver reiben sich die Gläubigen auf die Stirn.
Je nach Art des Teyyams führt der Tänzer zusätzlich eine Prozession an, die um das Tempelgelände herum oder durch das nahegelegene Dorf verläuft, um weitere Schreine zu besuchen. Nach der Rückkehr an den Toddy-Altar überwacht unter Umständen die Tänzer-Gottheit die Opferung (kuruti) eines Huhns. Dieses Blutopfer ist an die Gottheit oder an die Vielzahl der Geistwesen in ihrer Umgebung gerichtet. An Schreinen, deren religiöse Tradition stärker von brahmanischen oder buddhistisch-jainistischen Einflüssen geprägt wird, findet die Hühnerschlachtung nicht auf dem Tempelgeviert, sondern an seiner Außenmauer statt.
Der sechste Programmteil, bei dem die göttliche Macht geregelt zurückgegeben werden muss, beschließt das Ritual. Vor dem Schrein nimmt der Tänzer seine Krone vom Kopf, legt seine Waffen ab, wirft Reis in Richtung des heiligen Stuhls und verneigt sich achtungsvoll zu den Anwesenden. Die Stimmung wird heiter und gelöst, als Assistenten ihm behilflich sind, das Kostüm abzulegen. Die Musiker und die anderen Mitwirkenden packen ihre Gerätschaften zusammen, sammeln die Opfergaben ein, so sie nicht zuvor als heilige Speisen (prasadam) an die Gläubigen verteilt wurden und, nachdem der Patron jedem seinen Lohn ausbezahlt hat, mischen sich unter die an den Verkaufsbuden noch anwesenden Zuschauer.

## Mythologie der Teyyams

### Aus mythischen Helden hervorgegangene Teyyams
Traditionell verehrt jede Großfamilie (tharavadu), die als eine soziale Gruppe bis Anfang des 20. Jahrhunderts eine steuerrechtliche Einheit bildete und über eigenes Land verfügte, einen oder mehrere Teyyams als ihre Schutzgottheit und veranstaltet für sie Rituale. Herkunft und Charakterzüge der mehreren hundert Theyyams (eine Liste verzeichnet über 400) sind in der Geschichte Keralas und der sozialen Situation der Menschen verwurzelt, die sie verehren. Die historischen Ahnen der am unteren Rand der Gesellschaft Lebenden waren einst Opfer von Unterdrückung, dann wurden die Ahnen zu mythischen Helden erklärt, die tapfer gegen das Unrecht kämpften, und schließlich zu Teyyams erhöht. Gewisse Teyyams fechten nun den mythischen großen Kampf zwischen Gut und Böse gegen soziale Diskriminierung. Zu dieser Gruppe von Teyyams gehören:

#### Pottan Teyyam

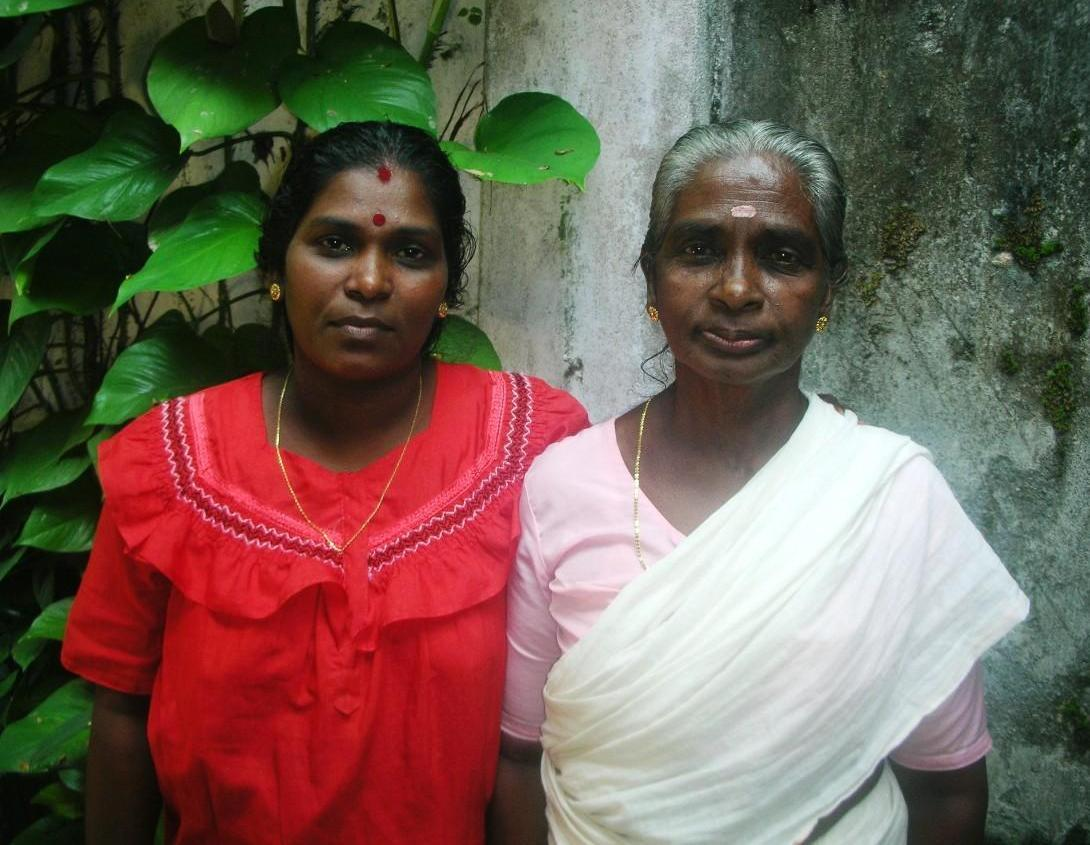
Mutter und Tochter der „unberührbaren“ Pulayan-Subkaste

In der Geschichte von Pottan Teyyam, die besonders bei den Nambiar beliebt ist, geht es um den Gegensatz zwischen ritueller Reinheit und Unreinheit. Der brahmanische Gelehrte Shankaracharya, der dabei ist, das höchste Bewusstsein, sarvajnapeedam (Thron des Allwissens), zu erreichen, trifft einst auf seinem Weg auf einen Pulayan, einen Mann aus einer unreinen Kaste (Dalit) nebst dessen Frau und Kindern. Anstatt einen großen Bogen um den Brahmanen zu machen, fordert der Pulayan ihn zu einem Streitgespräch heraus, in dessen Verlauf der Pulayan den Gelehrten davon überzeugt, dass alle Menschen gleich sind und nicht in ein Oben und Unten eingeteilt werden dürfen. Shankaracharya erkennt seinen Irrtum und bittet den einfachen Mann um Verzeihung. Hinter diesem Mann verbirgt sich in Wirklichkeit Shiva, der in einer Verkleidung gekommen ist, um die Weisheit Shankaracharyas zu prüfen, seine Frau ist Pulachamundi, hinter der sich Shivas Frau Parvati verbirgt. Die mythische Erzählung stellt in Dialogform die gesellschaftliche Realität einer „universellen Wahrheit“ gegenüber.

#### Chonnamma
Chonnamma heißt die nach der Standestradition erzogene Tochter einer Brahmanenfamilie, die sich weigert, die Gebote von Reinheit und Unreinheit zu beachten. Hierfür wird sie bestraft und verlässt daraufhin das elterliche Haus. Ungewöhnlich an der Geschichte ist, dass die Tochter von einem Paar namens Kuravan und Kurathi geboren wurde, die beide Unberührbare waren und das Kind an die Brahmanen verkauften. Der moralischen Aussage, wonach die Missachtung der Regeln eine Bestrafung nach sich zieht, steht die Verlogenheit der Brahmanenfamilie gegenüber, die für den eigenen Vorteil das Gebot außer Acht lässt und es somit ad absurdum führt.

#### Iyepalliteyyam
Ein Brahmane ließ alle seine Felder von Mitgliedern des Pulaya-Stammes bearbeiten. Ein Pulaya-Junge, der für ihn tätig war, hieß Pithari. Eines Tages kam Raja Kolattiri des Königreichs Kolathunadu vorbei, als der Junge gerade spielte. Weil er nicht die notwendige Distanz zum König einhielt, erschoss dieser ihn und den Brahmanen gleich mit. Wegen der ungerechtfertigten Aktion musste der König in der Folgezeit einige Schicksalsschläge erdulden, von denen er sich erst befreien konnte, als er begann, den Jungen als Iyepalliteyyam zu verehren. Thema ist die Willkür und die Bedrohung, denen die einfachen Leute durch die Mächtigen ausgesetzt sind.

#### Makkapothi
Makkapothi handelt von Streitereien in der Familie. Die Hausfrau Makkam lebt mit zwei Kindern, ihren Brüdern und deren Frauen zusammen. Die anderen Frauen sind eifersüchtig auf die Hausfrau und beschuldigen sie, eine unstatthafte Beziehung zu einem Mann zu haben, der öfters vorbeikommt und Kokosöl verkauft. Ohne weiter nachzufragen, ermorden die Brüder, als sie dies hören, ihre unschuldige Schwester und deren Kinder. Makkam und ihre Kinder werden zu Teyyams.

#### Muchilottu bagavathi

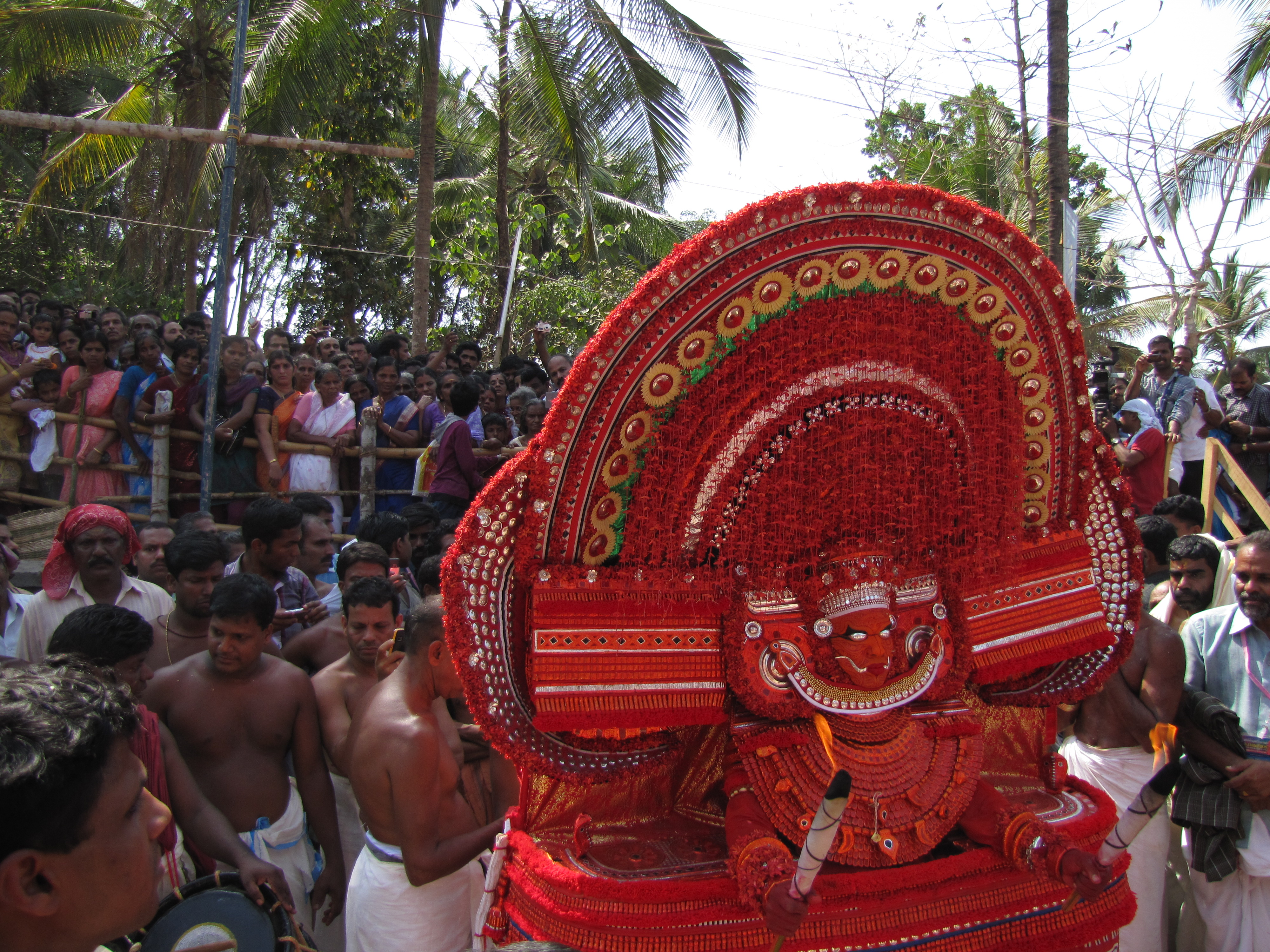
Muchilottu bhagavathi im gleichnamigen Tempel im Dorf Kooveri im Distrikt Kannur. Frauen schauen von außerhalb des Tempelgeländes zu

Es geht um die Erfahrung, dass Frauen von Männern unterdrückt und schlecht behandelt werden; besonders Frauen, die denselben Status wie Männer erreichen wollen, erfahren dies. Beispielhaft handelt die Geschichte von Muchilottu bagavathi, einem begabten Mädchen, das den Männern in fachlichen Diskussionen überlegen ist. Mit einer Intrige gelingt es ihnen, das Mädchen bloßzustellen. Auf die Frage der Männer, was die edelste unter den neun klassischen Gefühlsstimmungen (navarasas) sei, antwortete sie kamarasam, also Liebesgenuss. Damit war das Mädchen in die aufgestellte Falle getappt, denn die Männer bedrängten sie mit der Anschuldigung, da sie so etwas wisse, müsse sie folglich verbotene voreheliche Beziehungen gehabt haben. Das Mädchen war gezwungen, die Stadt zu verlassen; später beging sie Selbstmord, indem sie sich verbrannte. Die Nachwelt machte sie zur Teyyam.

#### Pulimaranja thondachan
Die tragischen Geschichte eines Kari genannten Pulavan beginnt ebenfalls mit der Ungerechtigkeit, dass ein Mitglied einer unteren Kaste nichts lernen soll. Der Junge war sehr wissbegierig und wollte besonders die Körperübungen kalari vidiya (hierzu gehört die Kampfkunst kalarippayat) erlernen, was ihm nur gelang, indem er seine Herkunft verschwieg. Er erlernte sogar die Kunst der Verwandlung und wurde ein bekannter Magier, den man ehrerweisend als kurikkal (entspricht einem guru) ansprach. Sein Ruf drang bis zum König, der an einer psychischen Krankheit litt. Kari Kurikkal gelang es, den König zu heilen, aber anstatt einer Entlohnung erhielt er die Aufforderung, Milch und Haare eines Leoparden beizubringen. Hierfür musste der Magier sich in einen Leoparden verwandeln. Als ihm dies gelungen war und er das Geforderte im Palast abgegeben hatte, kehrte er in seiner Leopardengestalt zu seiner Frau zurück, die ihren Gatten wieder zurückverwandeln sollte, ihn aber nicht erkannte und sich weigerte, die Tür zu öffnen. Der Leopard wurde rasend, brach ein und tötete sie. Darüber wurde der König verrückt und Kari zu einem Teyyam.

#### Muthappan Teyyam

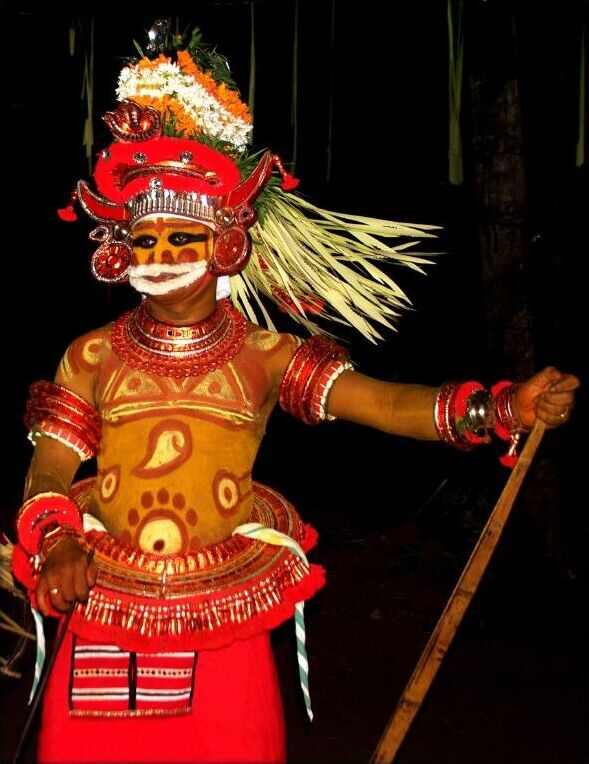
Muthappan mit Büffelhörnern in der Kleinstadt Ancharakandy in der Nähe von Kannur

Der regionale Schutzgott der unteren Kasten, Muthappan (Muttapan), ist im Lauf der Zeit in eine bedeutendere Rolle hineingewachsen, in der er heute im Kannur-Distrikt gleichermaßen Aspekte von Shiva und Vishnu in sich vereinigt. Die religiöse Eingliederung von außerhalb der Gesellschaft in die brahmanische Ordnung kommt plastisch in der moralischen Erzählung von der Herkunft und dem Heranwachsen Muthappans zum Ausdruck. Padikutti Amma, eine einfache, bislang kinderlos gebliebene Frau badet eines Tages an einem heiligen Badeplatz, als sie im Wald ein Kind schreien hört. Die Familie nimmt den Jungen bei sich auf und sorgt für ihn als wäre es der eigene Nachkomme. Als der Junge größer wird, beginnt er aus der standesgemäßen Rolle zu fallen, indem er auch nach langen Ermahnungen nicht aufhört, Fleisch und Fisch zu essen und Toddy zu trinken. Die Familie weiß sich nicht anders zu helfen, als ihn aus ihrer Dorfgemeinschaft (illam) zu verweisen. Als ein Palmzapfer namens Chandan den bösen Jungen warnt, ihn mit Pfeil und Bogen von der Palme herunterzuschießen, auf die er geklettert ist, um Toddy zu trinken, verwandelt der mit übernatürlichen Kräften ausgestattete Junge den Mann in einen Felsen. Chandans Frau verspricht religiöse Opferungen und gibt dem Jungen den Namen Muthappan, worauf ihr Mann ins Leben zurückkehrt und der mächtige Muthappan seither verehrt wird. Ein weiteres Teyyam ist der anschließend ebenfalls in den Stand einer Gottheit erhoben Padikutti Amma gewidmet.
Der Kopfputz Muthappans hat die Form eines Büffelhorns. Sein ständiger Begleiter ist ein Hund.

#### Kandanar Kelan
Der Bauer Kandanar Kelan wird durch seine unglücklichen Todesumstände zum Helden. Als er im Busch ein Feuer entfacht, um neues Ackerland zu gewinnen, gerät das Feuer außer Kontrolle. Kelan wird von einer Schlange zu Tode gebissen, beide sterben vom Feuer eingekreist. Später kommt der Jäger Vayanatt Kulavan in den Wald, berührt mit seinem Bogen den verbrannten Körper Kelans und erweckt ihn dadurch wieder zum Leben. Die beiden befreunden sich und Kelan wird fortan als Gottheit verehrt. Vor der Aufführung dieses Stücks gehen Jäger in den Wald, erlegen ein Wild, das sie über dem Feuer garen und rituell verspeisen.
Die Aufführung dieses Teyyams beinhaltet beide Elemente des Todes. Der Darsteller ist auf seinem Oberkörper mit zwei gewundenen Schlangen bemalt und muss durch ein Feuer gehen.

#### Weitere, aus Helden entstandene Teyyams
Eine große Zahl von Teyyams sind in der Art dieser Beispiele durch Apotheose aus – dem Glauben nach – historischen menschlichen Figuren, die eines gewaltsamen Todes starben, hervorgegangen. Die vergöttlichten Mächte haben die Charakterzüge aus der Erzähltradition der vormaligen Menschen unverändert übernommen. Dem liegt die Anschauung zugrunde, dass die Menschenwelt von jenseitigen Mächten durchdrungen ist und beeinflusst wird. Die Erzählungen ordnen die Teyyams der gesamten Bandbreite der sozialen Rangstufen zu. Diese reicht von Lebensweisen der Teyyams, die nur in einer bestimmten Kaste oder einer familiären Umgebung vorkommen, über Lokalherrscher und Kriegsherren bis zur Schutzgottheit der Kolattiri-Familie, die einen bösen Dämon vernichtete und dadurch das Königreich rettete.

### Teyyams mit göttlichem Ursprung

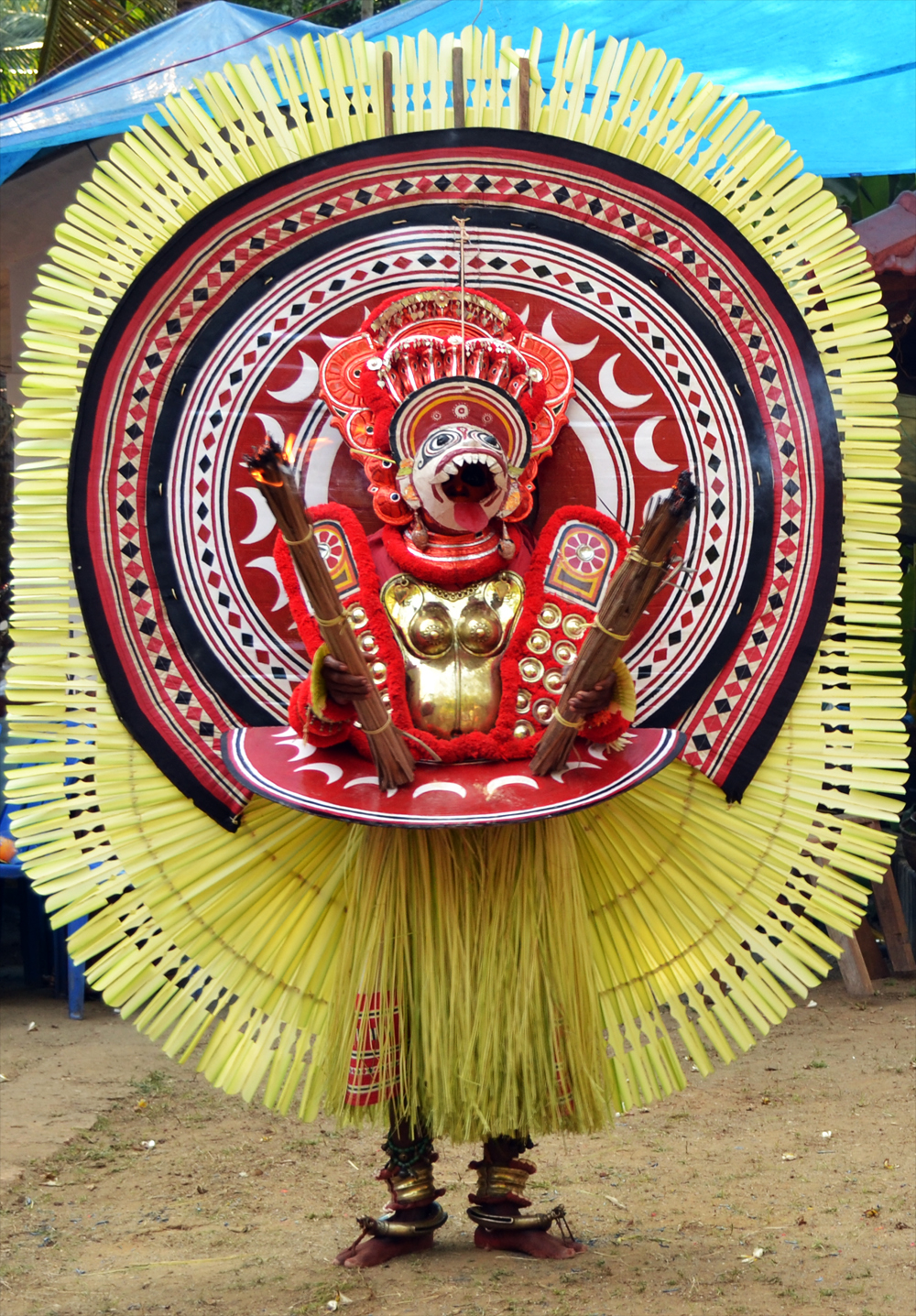
Kundadi Chamundi, furchterregende Göttin, shivaitisch

Die zweite Gruppe bilden Teyyams, die schon immer göttliche Wesen waren und Gestaltformen der machtvollen hinduistischen Götter aus dem Mythenschatz der Puranas darstellen. Auch sie stehen parallel zur Menschenwelt in einer sozialen Hierarchie und tragen Konflikte aus, verbreiten Angst und üben Gewalt aus, was alles mit denselben Unterschieden von Machtbesitz, Status und dem Grad der rituellen Reinheit zu tun hat. Die meisten Teyyams werden mit dem allgemeinen Begriff für Gott, Bhagavati, einige andere als Chamundi angesprochen.

#### Kundora Chamundi
Kundora Chamundi (entspricht Bhadrakali) ist nach der in Kerala überlieferten Version des Mythos ursprünglich eine von Shiva zu dem Zweck, den Dämon (Asura) Darikan zu besiegen, erschaffene furchterregende Gottheit. Beim erfolgreichen Kampf gegen Darikan richtete sie ein Blutbad an, durch das sie unrein wurde. Shiva wollte sie in dem Zustand nicht in seiner Nähe dulden und schickte sie auf eine Reise zu verschiedenen heiligen Badeplätzen (tirtha), um sich dort rituell zu reinigen. Anstatt die befreiende Reinigung zu erreichen, geriet Chamundi mit den Brahmanen an diesen Orten in Streit, brachte deren Rituale durcheinander und wurde deshalb von den Brahmenen weggejagt. Anderswo schlachtete sie eine heilige Kuh, um ihre Gier nach Blut zu stillen, und tötete Brahmanen, die sie davon abhalten wollten. Letztendlich zwang sie die Bevölkerung als eine Art Beschwichtigungsversuch gegen das wilde Treiben, Chamundi in den Rang einer Göttin zu erheben. Ein Brahmane von Kundora errichtete mit königlicher Unterstützung einen Schrein für sie. Kundora Chamundi ist eine beliebte Teyyam bei der unteren Velan-Kaste, die sie, ihrem Charakter entsprechend, mit der Opferung von Alkohol und Blut verehren. Solches geschieht sogar, wenn die Rituale im Haus einer Brahmanenfamilie stattfinden.

#### Vishnumurti Teyyam

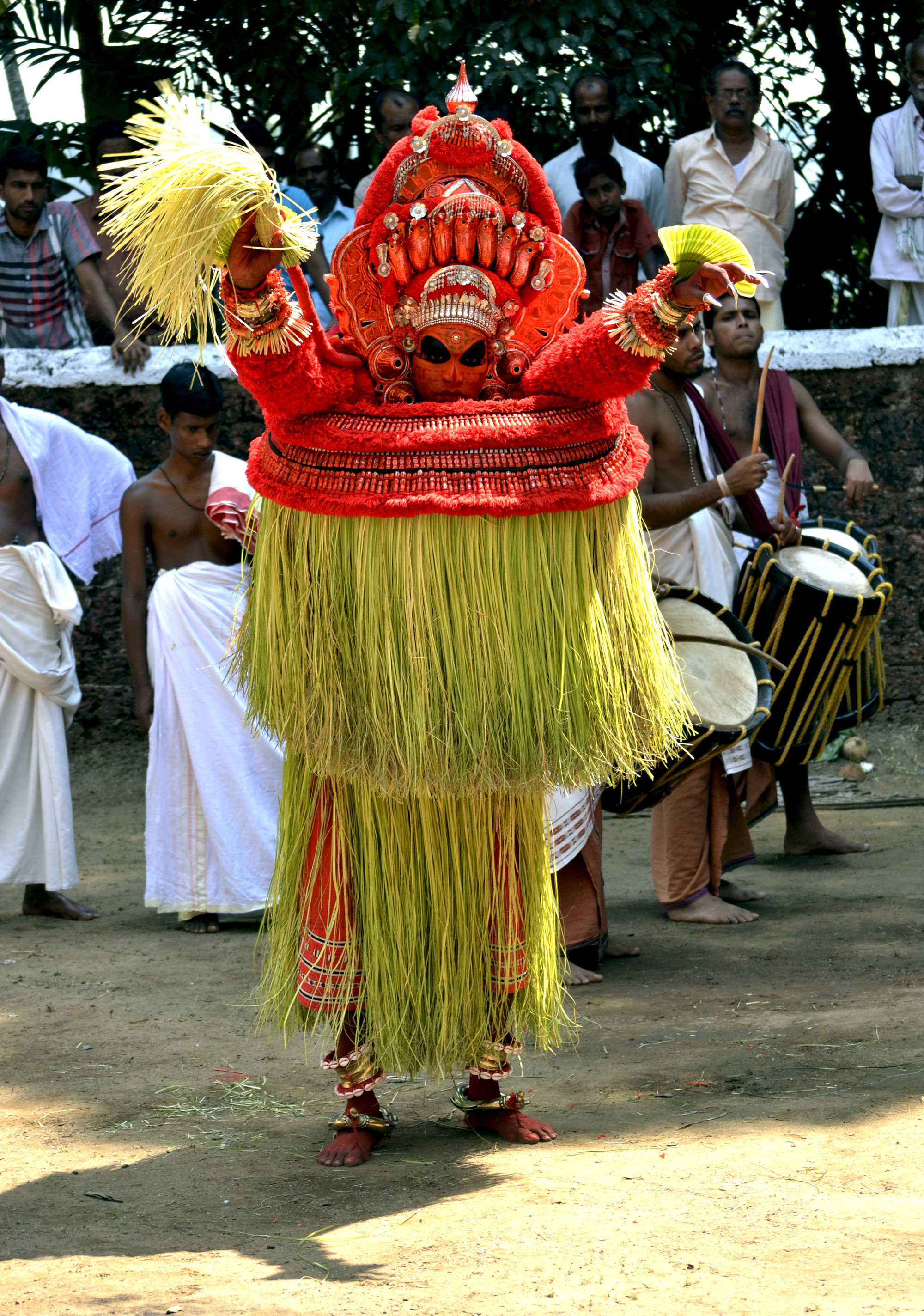
Vishnumurti Teyyam, vishnuitisch

Vishnumurti gehört zu den beliebtesten Teyyams und wird in zahlreichen Schreinen im Norden Keralas aufgeführt. Die Gottheit aus der vishnuitischen Tradition ist die Erscheinungsform (Avatar) des Hochgottes als Mann-Löwe Narasimha, der den maßlos gewordenen Asura Hiranyakashipu niederwerfen muss. Der Dämon maßt sich göttliche Macht an und bedroht somit die kosmische Ordnung. Ihm entgegen steht sein tiefgläubiger Sohn Prahlada, der an der Anbetung Vishnus festhält. Nur Narasimha gelingt es, den Dämon zu besiegen, der durch ein Versprechen, das er von den Göttern erzwungen hatte, nahezu unsterblich geworden war. Die Götter triumphieren und die Ordnung ist wiederhergestellt.

#### Bhairavan Teyyam
Zu Gott Bhairavan aus dem Umfeld Shivas gibt es mehrere Ursprungsgeschichten. Einmal soll Shiva seine eigene Schöpfung auf die Nerven gegangen sein, worauf er ihn zeitweilig in einen Baum verwandelt habe. In Kerala ist die Erzählung von Bhairavan als Brahmanentöter bekannt, wobei zwischen der Kaste der Brahmanen und Gott Brahma eine Verbindung hergestellt wird. Bei einem Streitgespräch, ob Shiva, Vishnu oder Brahma der oberste Gott sei, beleidigte Brahma Shiva als einen, der nur zusammen mit leichenschändenden Geistern auf Friedhöfen herumzieht, eingeschmiert mit der Asche der Toten. Derart in seiner Würde verletzt, erschuf Shiva aus einem Feuerberg heraus einen zornesvollen Bhairavan. Dieser ging zu Brahma und schlug ihm den mittleren seiner fünf Köpfe ab. Brahma entschuldigte sich zwar für seine Beleidigung, aber Shiva war zur Sühne seiner Bluttat dazu verdammt, als Bettler auf der Erde zu wandern und mit dem Schädel seines Opfers als Almosenschale sein Leben zu fristen. Die heterodoxe shivaitische Sekte der Kapalikas verehrte diesen bettelnden Bhairava als ihre Hauptgottheit. Zwischen ihnen und den Brahmanen muss es beträchtliche Spannungen gegeben haben. So ist in der Hagiographie über den keralesischen Philosophen Shankara (um 788 – um 820) die Rede davon, der gelehrte Brahmane habe mehrfach auf magische Weise solche niedrigkastigen, Fleisch essenden, Alkohol trinkenden und sexlüsternen Bhairava-Yogis zur Strecke gebracht.

#### Bali Teyyam
Das Ritual um den Dämonen Bali erreicht die Qualität eines dramatischen Theaters, unter anderem mit einem Dialog zwischen Bali und Rama, akrobatischen Einlagen von tanzenden Affen, und dem Kampf zwischen Bali und dem Affenkönig Sugriva. Den besiegten Affenkönig Ravana an seinem Schwanz gepackt, fliegt Bali einmal um die Welt. Die Geschichten werden auch im Tanztheater Kutiyattam präsentiert.
Neben den Affen aus dem Ramayana und mythischen Schlangen (Nagas) wie im Koroth Naga Bhagavathi und Naga Rajan treten eine Reihe Tiere aus der volkstümlichen Mythologie auf. Puli Teyyam gehören zu den Tierkulten, bei denen Tiger agieren, beim Pottan Teyyam steht ein Büffel im Mittelpunkt und Kodoth Chamundi reitet auf einem Schwein.

## Verwandlung

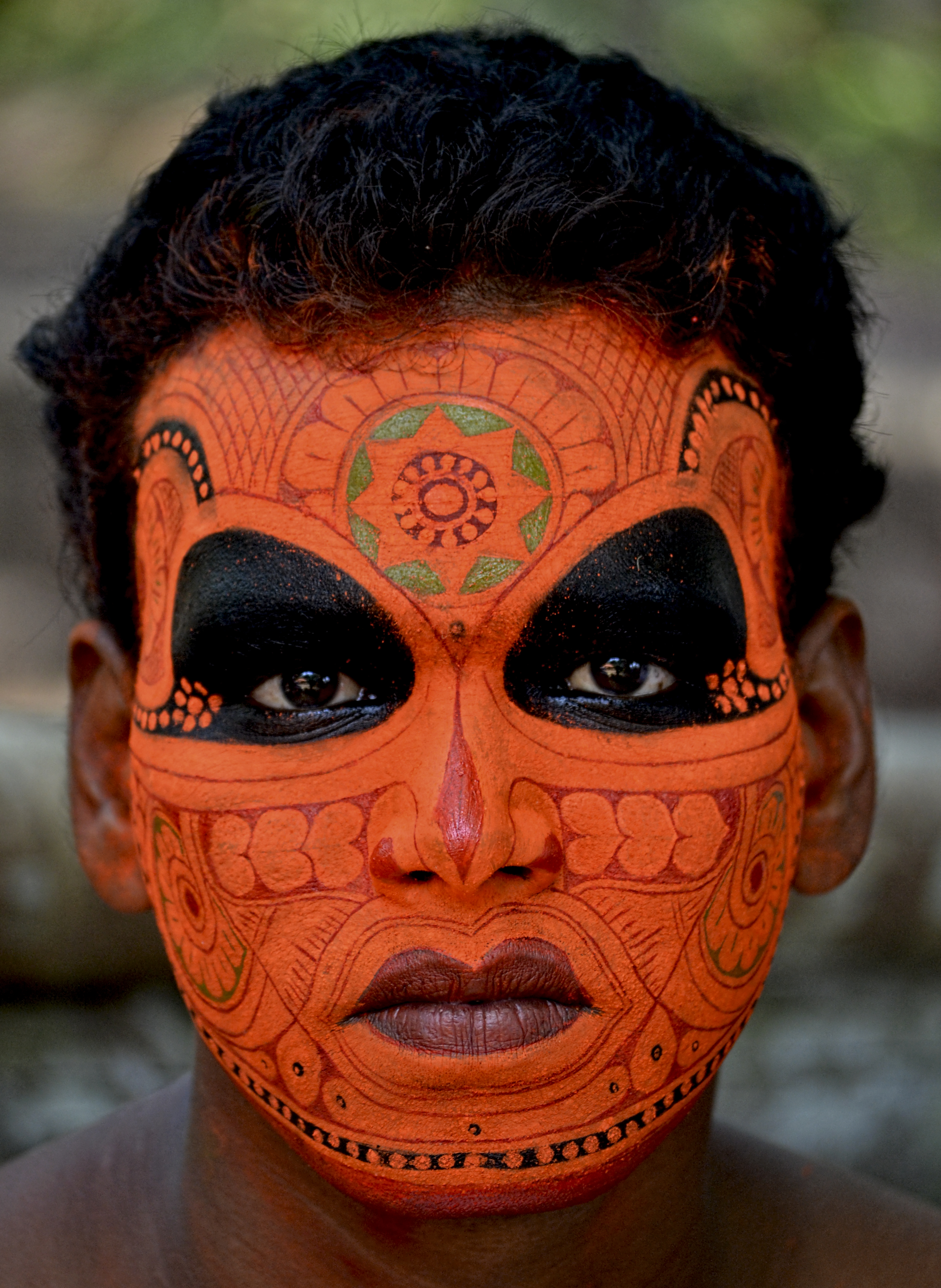
Make-up des Vishnumurti Teyyam

### Kostüme
Hindugötter zeigen eine enorme Reichhaltigkeit an Gestaltungsformen, Farben und Gesten, die ikonisch verwendet werden, um ihren Charakter darzustellen. Der Tänzer oder Schauspieler in einem Ritualdrama repräsentiert mit seiner Kostümierung (Sanskrit und Malayalam vesam, „Charakter“, „Rolle“, „Maske“) nicht nur die physische Erscheinung des Gottes, sondern zugleich seine Emotionen, soziale Rolle und spirituelle Kraft. Indem er besessen wird, erlangt er das Bewusstsein (caitanyam) der Gottheit, was ihn identisch mit ihr macht. Das Kostüm hat einen wesentlichen Anteil am Gelingen dieser Transformation, bei welcher der verkleidete Akteur als Teyyam zu einem Objekt der Verehrung wird.
Der Begriff vesam beinhaltet Kostüm und Make-up des Darstellers. Jeder Teyyam besitzt ein charakteristisches Kostüm, Make-up, Kopfputz und eine Waffe, womit sein kolam („Form“, „Abbild“) dargestellt wird. Teyattam aufführen heißt teyyam-kettu („den Teyyam anziehen“) oder kolam-kettu („seine Form anziehen“), die Sprache zeigt im Wortsinn die Bedeutung der Kostüme für die Verwandlung. Der Darsteller gleicht einem dreidimensionalen, frei beweglichen Altarbild, das zur Interaktion mit den Gläubigen in der Lage ist.
Das Kostüm (kolam) besteht aus Kokospalmblättern, Stängeln von Bananen- und Betelpalmblättern, Blumen und getrockneten Gräsern, die mit bunten Stoffen und vergoldeten Papierstreifen verflochten sind. Männliche Gottheiten tragen Bärte aus Jutefasern, weibliche benötigen Brüste aus Holz oder Kokosnusshalbschalen. Große Aufmerksamkeit kommt nur dem Kostüm am Oberkörper zu, unterhalb der Hüfte reicht häufig ein runder, weit ausladender Faserrock. Weiße Farbe wird mit Reismehl (arichattu) erzeugt, schwarze Farbe mit Holzkohle (kari) und gelb mit Kurkuma. Im Pottan Teyyam nimmt man trockene Kokospalmblätter anstelle von Stoffen und bemalt die sichtbaren Körperteile mit Reismehl und Kurkuma. Der Hüftgürtel (aravalayan) besteht wie der Kopfputz aus Weichholz, in den Gürtel können die roten Blüten von Ixora coccinea (Familie der Rötegewächse) eingesteckt werden. Alle Teyyams tragen Armreifen (katakam) und Ringe an den Knöcheln, das Material hierfür stammt von Fischschwanzpalmen (Caryota urens). Metallene Fußreifen ergänzen beim Tanzen den Rhythmus der Trommeln.
Viele Teyyams verwenden darüber hinaus individuelle Attribute. Der als Bettler herumziehende Bhairavan zum Beispiel trägt eine aus Palmblättern geflochtene Almosenschale (die wenig Ähnlichkeit mit der einstigen Schädelschale aufweist) und eine ebenfalls aus Palmfasern bestehende Heilige Schnur (punul oder pununul, entspricht Sanskrit yajnopavita).

### Make-up und Kopfputz

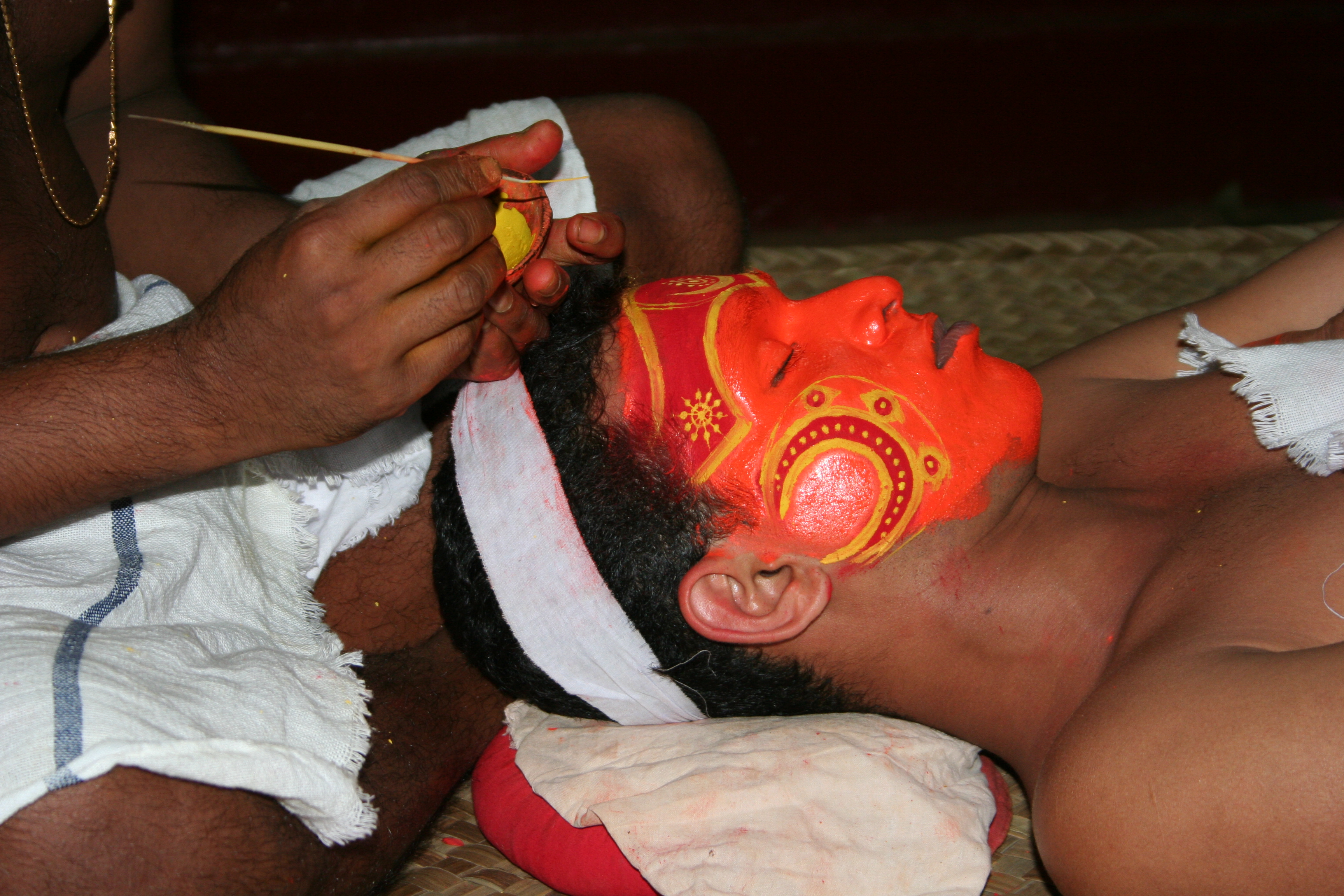
Auftragen des Make-up

Echte Gesichtsmasken wie bei den Maskentänzen krishnattam, kolam tullal oder außerhalb Keralas im Tanztheater chhau und teilweise im yakshagana werden im Teyattam nicht getragen. Kostüm und Gesichtsbemalung haben die Bedeutung einer Ganzkörpermaske und bewirken im Wortsinn eine Verpuppung. So geschützt hat der Akteur nicht nur seine Kastengrenze verlassen, sondern auch die Zwänge gesellschaftlicher Normen, wenn er beispielsweise eine vulgäre Sprache verwenden darf.
Für die Bemalung des Gesichts werden Naturfarben verwendet: Kurkuma für gelb und Reis für weiß; aus der Schirmakazienart Albizia lebbeck, der Paternostererbse (Abrus precatorius) und dem Wunderbaum (Ricinus communis) wird grüne Farbe gewonnen. Als Bindemittel dient der Milchsaft des Jackfruchtbaums (Artocarpus heterophyllus).
Die größte symbolische Bedeutung besitzt der Kopfputz, der sich bei den Teyyams aus der vishnuitischen Tradition wie Vishnumurti, Daivathar und Palott zu einer besonders schmuckvollen Krone ausweitet. Die Materialien für den hohen Kopfputz müssen leicht sein, verwendet werden Betelpalmblätter und Weichholzstäbe vom Indischen Korallenbaum (Erythrina indica, Malayalam murik). Eine ähnliche Bedeutung für die Verwandlung in die Gottheit besitzt die Übergabe der charakteristischen Waffen (ayudham), hierzu gehören Schwert (kadthala, auch kathi, kattari), Schild (churika) oder Pfeil und Bogen. Weibliche Teyyams agieren mit Schwert, Schild und Messer.

### Doppelte Verwandlung
Eine Ausnahme im System der Verwandlung von Mensch zu einer bestimmten Gottheit ist der von Shiva abstammende Teyyam Bhairavan, der sich in Kuttichathan (Kuṭṭiccāttan), eine Lokalgottheit Keralas, verwandelt und hierfür während der Aufführung Make-up und Kopfputz austauscht. Ansonsten bleibt das gesamte Kostum gleich. Dies funktioniert aufgrund der historischen Verbindungen und Wesensähnlichkeit der beiden Gottheiten.
In der oben beschriebenen Bhairavan-Aufführung kommt der alte Kastenkonflikt zwischen den Anhängern des Tantrismus in Kerala, zu deren Kult Bhairavan gehörte, und den Brahmanen nur schwach zum Ausdruck, deutlicher wird er hingegen in der Verehrung von Kuttichathan. Dieser wurde nicht von Shiva selbst erschaffen, sondern in eine Familie von Stammesangehörigen geboren, die tatsächlich Verkleidungen von Shiva und Parvati waren. Das Kind kam fürchterlich hässlich mit Vollbart, roten Augen, schwarzer Haut und einem Kugelbauch zur Welt. Im Kuttichathan Teyyam wird er so dargestellt. Entsprechend seiner Unterschichtsherkunft benimmt Kuttichathan sich ungebührlich antibrahmanisch: Er prügelt den eigenen Guru zu Tode, schlägt die Köpfe seiner Mitschüler ab und brennt schließlich das Schulgebäude nieder, ferner sticht er neben weiteren Untaten die Augen des Toddy-Verkäufers aus und treibt dessen Frau in den Irrsinn, weil das Paar ihm nicht genug Alkohol aushändigt. Die Mythen der beiden Gottheiten sind strukturell ähnlich, indem sie sich offensichtlich gegen die brahmanische Ordnung wenden, sie sind jedoch auf unterschiedlichen sozialen Ebenen angesiedelt. Die Verwandlung von Bhairavan in sein Alter Ego Kuttichathan ist Ausdruck der Anpassungsfähigkeit eines Mythos an ein lokales Umfeld.
Mitglieder der Panar-Kaste führen das Drama der Götter-Verwandlung im Distrikt Kozhikode auf, sie sind mit den Malayans verwandt, die weiter nördlich Bhairavan Teyyam und Kuttichathan Teyyam mit jeweils nur einer Gottheit veranstalten. Kuttichathan wird ebenso von Brahmanen verehrt wie von niederkastigen Hindus und Mopillas (Muslimen). Muslimische Fischer bitten ihn als mächtigen Geist um einen reichen Fang.

### Inszenierte Gefahr und Selbstopfer

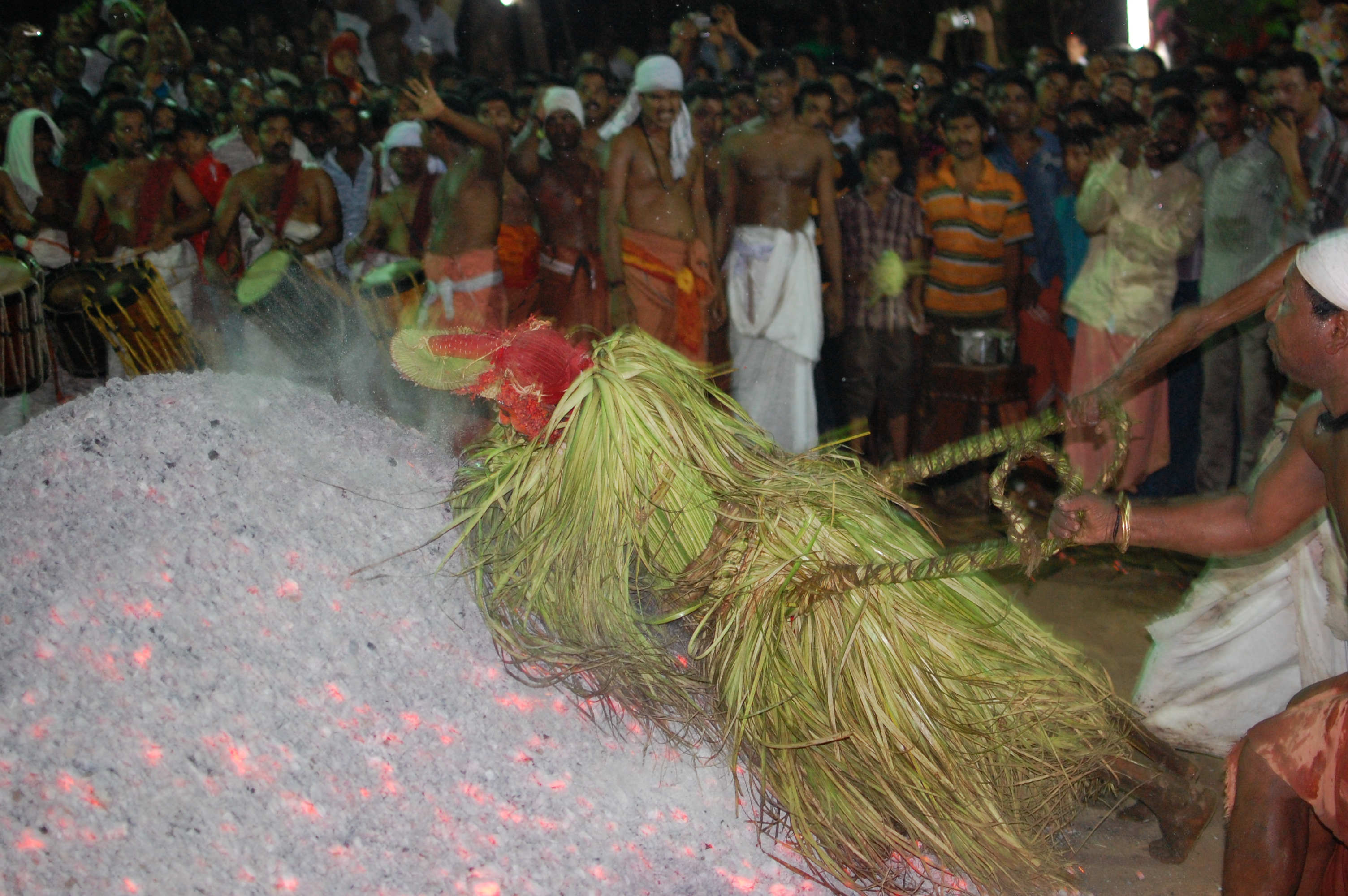
Inszeniertes Menschenopfer: Thee Chamundi (ein Aspekt Vishnus) wird mehrfach auf einen Haufen mit glühender Holzkohle geworfen und weggeschleift.

Die Transformation in einen Teyyam ist kein alltäglicher Akt. Ein Darsteller, der seine gesellschaftliche Position für eine gewisse Zeit hinter sich lässt und zu einer Gottheit wird, befindet sich in einem Übergangszustand, ebenso wie die Gottheit, die ihr Kultbild im Schrein verlassen hat und sich ungeschützt frei im Tempelhof bewegt. Ein anderer, periodisch herbeigeführter Übergangszustand, bei dem eine Gottheit temporär ihren angestammten Platz verlässt, ist eine der jährlich veranstalteten Wagenprozessionen (Ratha Yatra). Während die Gottheit in einem bedrohlich schwankenden Wagen (Ratha) mit einem turmartigen Aufbau herumgezogen wird, befindet sich die kosmische Ordnung symbolisch in einem Ungleichgewicht. Sinn der Aktion ist, die göttliche Ordnung zu erneuern und dadurch langfristig zu erhalten.
Die Zuschauer erwarten vom Teyyam-Darsteller, dass er sich vollkommen opfert und Schmerzen erduldet. Bei praktisch allen Aufführungen ist der Darsteller durch den schweren Kopfputz, den er über mehrere Stunden tragen muss, körperlich in einem besonderen Maß gefordert. Als Überbleibsel vergangener Stammesrituale verletzt er sich in einigen Teyattams selbst und fügt sich blutende Kopfwunden bei, führt ein Messer in seinen Mund, taucht die Hände in siedendes Öl oder wird mit brennenden Fackeln drangsaliert. In den Teyyams Pottan, Ottakkolam und Kandanar Kelan geht er barfuß durch ein Feuer. Eine mehrere Meter hoch aufgeschichtete Pyramide aus Holzstämmen und Ästen wird abgebrannt bis ein Hügel aus glühender Holzkohle übriggeblieben ist. Helfer werfen den Teyyam mehrfach in den Gluthaufen und schleifen ihn am Boden weg. Einem alten Menschenopfer an die Göttin Kali vergleichbar ist das abschließende Ritual im Ummattikuliyan Teyyam, bei dem Arme und Beine des Darstellers fest zusammengebunden und anschließend mit einer Eisennadel gestochen werden, bis größere Mengen Blut fließen. Der Blutverlust kann gelegentlich zur Bewusstlosigkeit des Opfers führen, das in Tücher gehüllt wie ein Toter davongetragen wird.

## Ausbildung
Schüler lernen durch Beobachten, eine formelle Ausbildung ist eher selten. Ein Junge, der zu einer der Teyyam darstellenden Kasten gehört, verbringt viele Stunden während der sieben bis acht Monate dauernden Saison bei den Festveranstaltungen. Darsteller gaben bei Befragungen an, dass ihre Ausbildung mit hohen Sprüngen begann, bei denen sie mit nach vorn gestreckten Beinen mit den Zehen ihre Stirn erreichen sollten. Ihnen wurden ähnliche Körperbewegungen wie beim Kathakali beigebracht. Im theoretischen Teil mussten sie die Namen der wichtigsten Schreine lernen, an denen die jeweiligen Gottheiten verehrt werden und die besondere Sprache, die aus einer Mischung von Sanskrit und Malayalam besteht, um die Honoratioren während des Rituals der Reihe nach anzusprechen. Zu erlernen ist eine strikte Disziplin (vritha), wenn es um die Einhaltung der Nahrungsgebote geht.
Über die Gottheiten erfährt der Schüler zunächst, wie sie in der Eröffnung (tottam) angerufen werden sollen. In der Regel spricht der Vater die Verszeilen einzeln vor, damit sie der Junge wiederholt, zusätzlich kann er Verse auf Papier aufschreiben und auswendig lernen. In strengen Unterrichtseinheiten übt er die Tanzschritte mehrerer Gottheiten. Ein bestimmtes Eintrittsalter für die Grundausbildung gibt es nicht, mit fünf Jahren mag ein Junge erstmals ein Kostüm anziehen und damit herumlaufen.
Auch wenn nach gängiger Vorstellung eine göttliche Inspiration dahintersteht, geben die Tänzer selbst unterschiedliche Gründe für ihre Fähigkeiten an. Die Betonung liegt einmal auf der eigenen Erfahrung, harten Übung und der Anstrengung, ein anderes Mal wird angegeben, das Murmeln heiliger Silben bei der Vorbereitung gäbe die erforderliche Kraft, um das Ritual erfolgreich durchzuführen.
Eine formalisierte Ausbildung zum Teyyam-Tänzer bietet unter anderem eine Schule im Dorf Kotakkat (Distrikt Malappuram) an, die Darsteller aus der Region zusammen mit Angehörigen der Universität in Kozhikode 1977 eröffneten. Dies geschah unter Mitwirkung des Institute for Ritual and Traditional Arts of India der University of California.